# Religione dell'antica Grecia
Per religione dell'antica Grecia, si intende l'insieme di credenze, miti, rituali, culti misterici, teologie e pratiche teurgiche e spirituali professate nella Grecia antica, sotto forma di religione pubblica, filosofica o iniziatica.

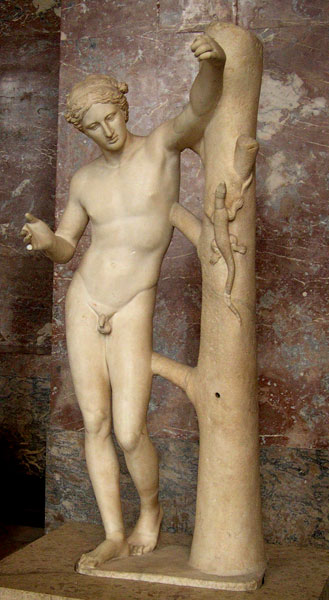
Apollo Sauroktόnos, copia romana dell'originale di Prassitele (IV secolo a.C., Museo del Louvre). Il dio Apollo è stato indicato come il dio greco per eccellenza, questo sia per la larga diffusione del suo culto, sia per la diffusione di nomi teoforici indicanti il dio, sia per la numerosità di città coloniali a lui dedicate con il nome "Apollonia", sia per l'ideale del koûros (κόρος, "giovane"), che gli appartiene e dà il "suo carattere peculiare alla cultura greca nel suo complesso".

Le origini della religione greca vanno individuate nella preistoria dei primi popoli dell'Europa, nelle credenze e nelle tradizioni di differenti popoli indoeuropei che, a partire dal XXVI secolo a.C., migrarono in quelle regioni. Nelle civiltà minoica e micenea e nelle influenze delle civiltà del Vicino Oriente antico occorse lungo i secoli.
La "religione greca" cessò di esistere quando l'imperatore romano di fede cristiana Teodosio I, proibì altre religioni oltre al cristianesimo nel 380 e nel 390, inclusi i misteri eleusini. Un ulteriore colpo alla religione greca lo diedero le devastazioni operate dai Goti lungo il IV e il V secolo d.C..
L'ultimo popolo ad aver praticato questa religione è stato quello dei manioti, il cui processo di cristianizzazione sotto l'impero bizantino iniziò nel IX secolo e si protrasse forse fino al XII secolo d. C.

## Premessa

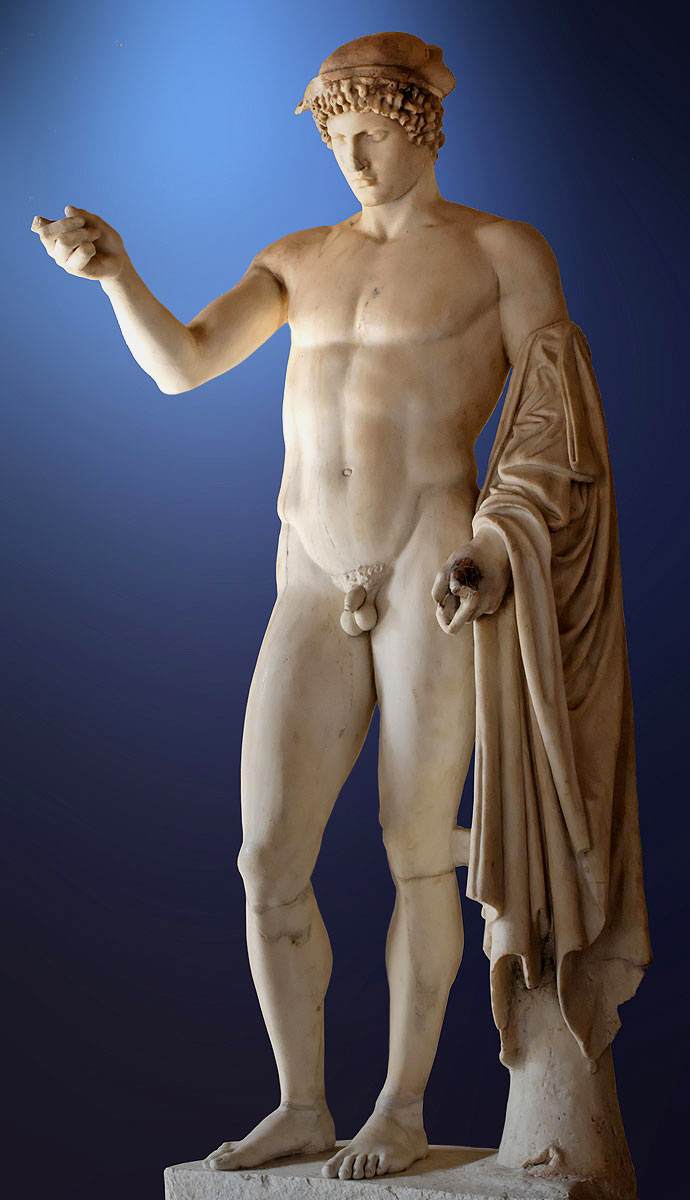
Ermes Ludovisi (Museo Nazionale Romano). Ermes è il messaggero degli dei, dio dell'eloquenza, nonché psicopompo ovvero guida delle anime dei morti.

L'espressione "religione greca" è di conio moderno. Gli antichi Greci non possedevano un termine per ciò che il termine moderno "religione" intende indicare in modo peraltro problematico.
Anche se nella cultura religiosa greco-antica non esisteva un termine che riassumesse ciò che è inteso per "religione", il termine di origine ionica threskèia indicava la modalità formale con cui andava celebrato il culto a favore degli dèi.
Mario Vegetti accosta al termine moderno di "religione" quello greco antico di eusebeia ovvero la cura nei confronti degli dèi.
Scopo del culto religioso greco era infatti quello di mantenere la concordia con gli dèi: non celebrare loro il culto significava provocarne l'ira, da qui il "timore della divinità" (θρησκός) che lo stesso culto provocava in quanto connesso con la dimensione del sacro. Il termine che nella lingua greca moderna indica la "religione" è threskèia (θρησκεία), un termine di origine ionica collegato – appunto – a θρησκός (threskòs; "pio", "timoroso di Dio").
Ciò premesso, è indubitabile in questa civiltà il ruolo fondamentale ricoperto dall'esperienza religiosa, dato che qualsivoglia aspetto della vita dell'uomo greco aveva sempre e comunque una valenza religiosa, senza una chiara distinzione dell'ambito "sacro" da quello "profano". La pratica del culto era strettamente intrecciata ad ogni evento civile, con sacrifici e preghiere che accompagnavano la vita della cittadinanza.
La nozione di "religione", un termine di origine latina, nella sua accezione comune e "moderna" non esiste prima del XVIII secolo. Il termine stesso religio viene usato da Cicerone per indicare una "rilettura", intendendo una osservazione rigorosa di ciò che riguarda il culto degli dèi. La religione romana è infatti ritualistica: sebbene sia per molti aspetti debitrice alle forme della religione greca, in contrapposizione ad essa a Roma avviene un processo di demitizzazione che trasforma il mito in culto e basa la professione religiosa sulla pratica dei riti.

## Lo studio della religione greca
Seppure nozione dibattuta, la religione, in generale, si esprime per mezzo di racconti, rappresentazioni artistiche, culti.
La religione greca è comunemente conosciuta soprattutto per mezzo dei miti che ne compongono la mitologia. Fin dall'avvio del suo studio nel corso del Rinascimento, infatti, e per tutto il XIX secolo, la religione greca è stata considerata essenzialmente come mitologia.
Nel corso della prima metà del XX secolo questo paradigma è entrato in crisi: autori come André-Jean Festugière hanno considerato lo studio della mitologia greca come fuorviante ai fini di una conoscenza della effettiva religione che andava conosciuta per mezzo dei riti.
Le ragioni di questa crisi sono molteplici e vanno dalla personale impostazione degli studiosi al fatto che «il progresso degli studi classici, lo sviluppo in particolare, dell'archeologia e dell'epigrafia, hanno aperto agli antichisti, a fianco del campo mitologico, nuovi campi di ricerca che hanno indotto a mettere in causa, talvolta per modificarlo piuttosto in profondità, il quadro della religione greca offerto dalla sola tradizione letteraria».
Dalla seconda metà del XX secolo, vi è una riconsiderazione complessiva dello studio della religione greca: «Il mito gioca la sua parte in questo insieme allo stesso titolo delle pratiche rituali e dei fatti di figurazione del divino: mito, rito, rappresentazione figurata, tali sono i tre momenti di espressione - verbale, gestuale, figurata - attraverso cui si manifesta l'esperienza religiosa dei Greci, ciascuno costituendo un linguaggio specifico che, fino nella sua associazione agli altri due, risponde a bisogni particolari e assume una funzione autonoma.».

### Il politeismo greco
La religione greca è indubbiamente, almeno nei suoi aspetti più diffusi, una religione politeistica. Ciononostante, sia il termine che la nozione di politeismo non sono conosciuti nel mondo greco. Tale termine, "politeismo" (dal greco πολύς polys + θεοί theoi ad indicare "molti dèi"), è attestato solo nelle lingue moderne ed ha origine in Francia a partire dal XVI secolo: esso deriva dall'analogo termine greco polytheia coniato dal filosofo giudaico di lingua greca Filone di Alessandria (20 a.C.-50 d.C.) per indicare la differenza tra l'unicità del dio ebraico rispetto alla nozione pluralistica dello stesso propria delle religioni antiche.

## Le origini
Alla base della religione greca vi sono molteplici fondamenta: la cultura preistorica europea e quella degli invasori indoeuropei, le civiltà minoica e micenea nonché i contributi delle civiltà vicino-orientali. Conosciuta per i suoi miti, la religione greca è principalmente una religione etnica, strettamente legata al territorio greco nel quale hanno trovato radice il pantheon e la continuità cultuale emergente dalle popolazioni vicine all'uscita dei "secoli bui".

## La religione greca nel periodo arcaico e classico

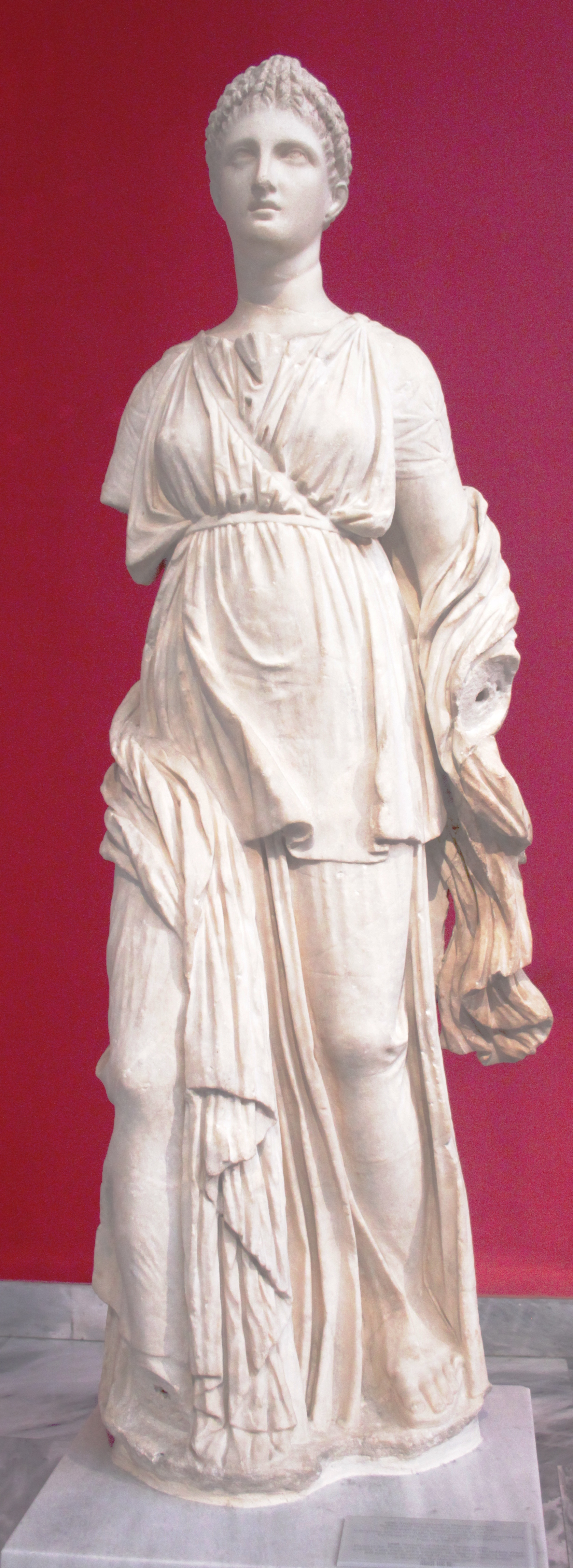
Statua in marmo pario della dea greca Artemide (Ἄρτεμις) rinvenuta a Delo (Museo archeologico nazionale di Atene).

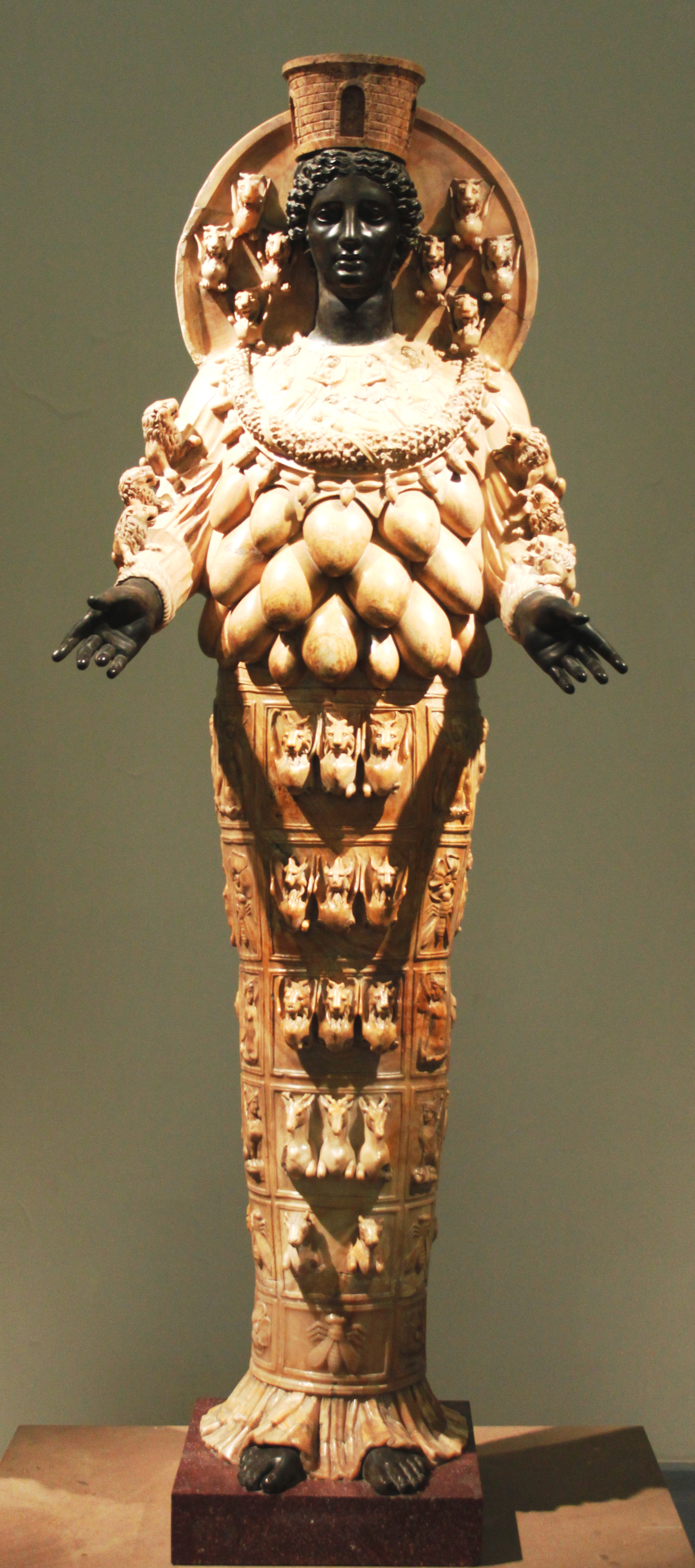
Artemide Efesia risalente al II secolo d.C. (Museo archeologico nazionale di Napoli).

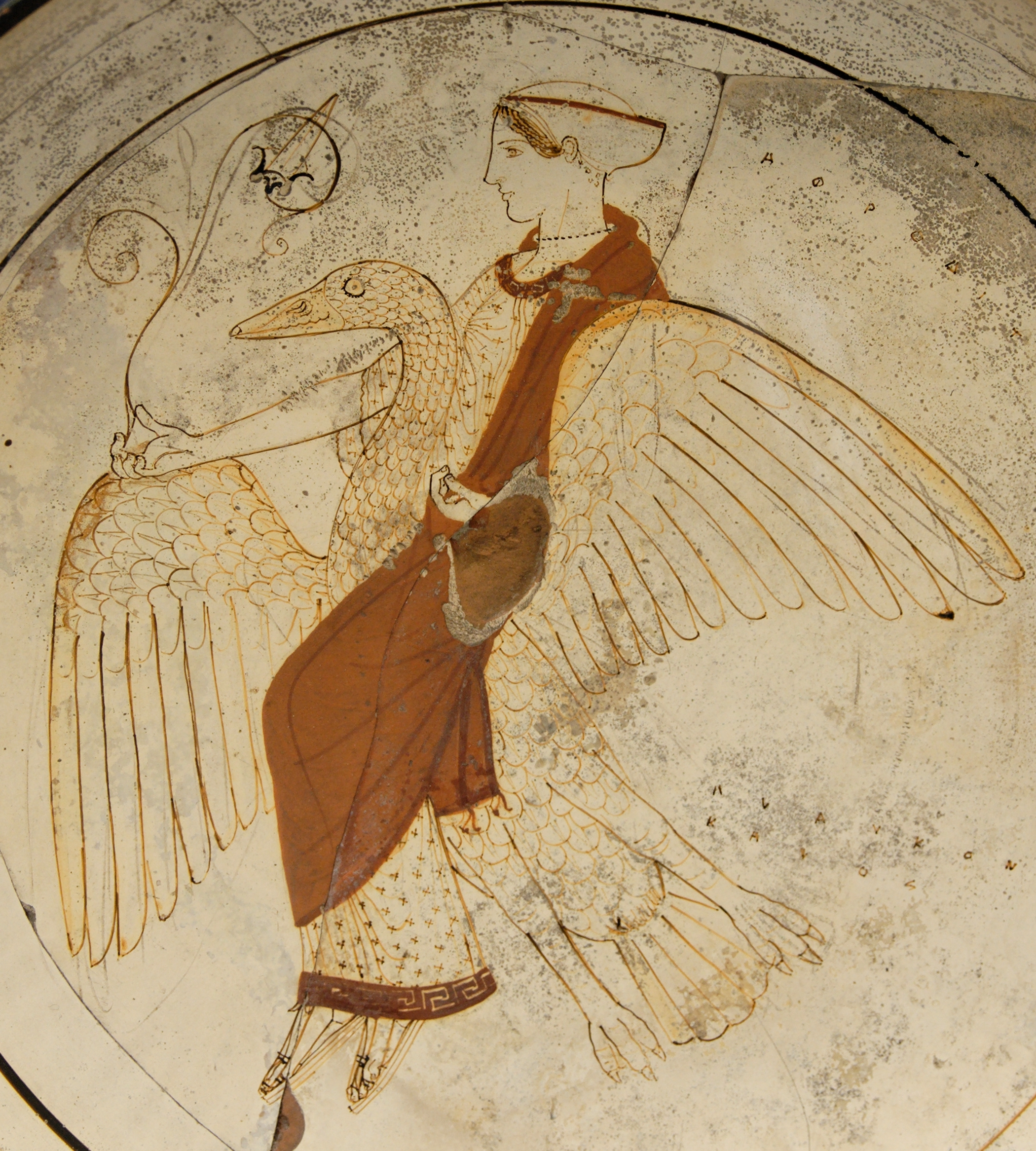
Afrodite (Aφροδίτη) a cavallo di un cigno (tomba F43 Kameiros, Rodi). Il cigno animale sacro alla Dea e compagno di Apollo, nella tradizione religiosa greca è una ierofania vivente della luce.

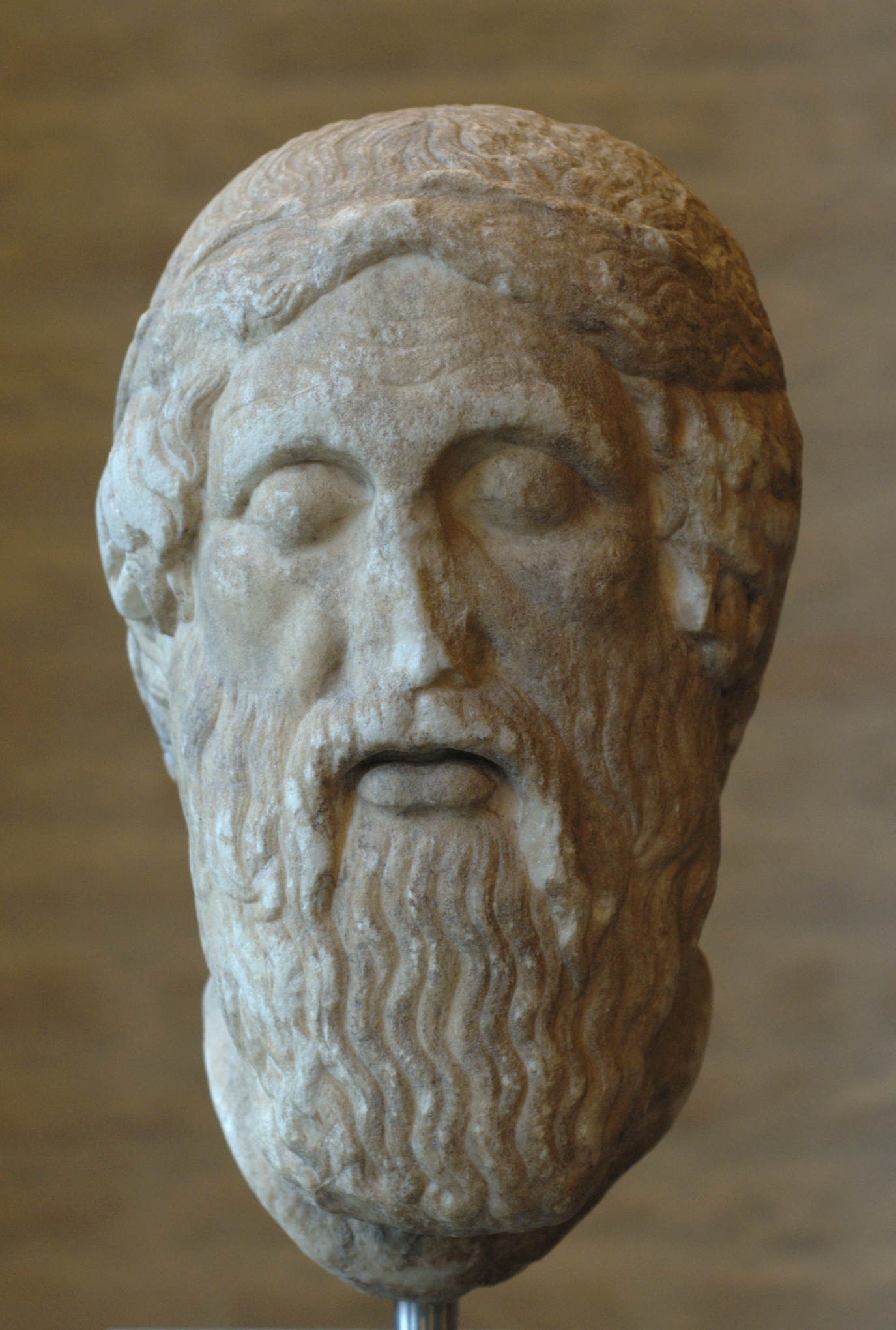
Ritratto di Omero del tipo "Epimenide" (il genere ritenuto più antico; questa è una copia romana di un originale greco del V secolo a.C., conservato presso la Glyptothek di Monaco).

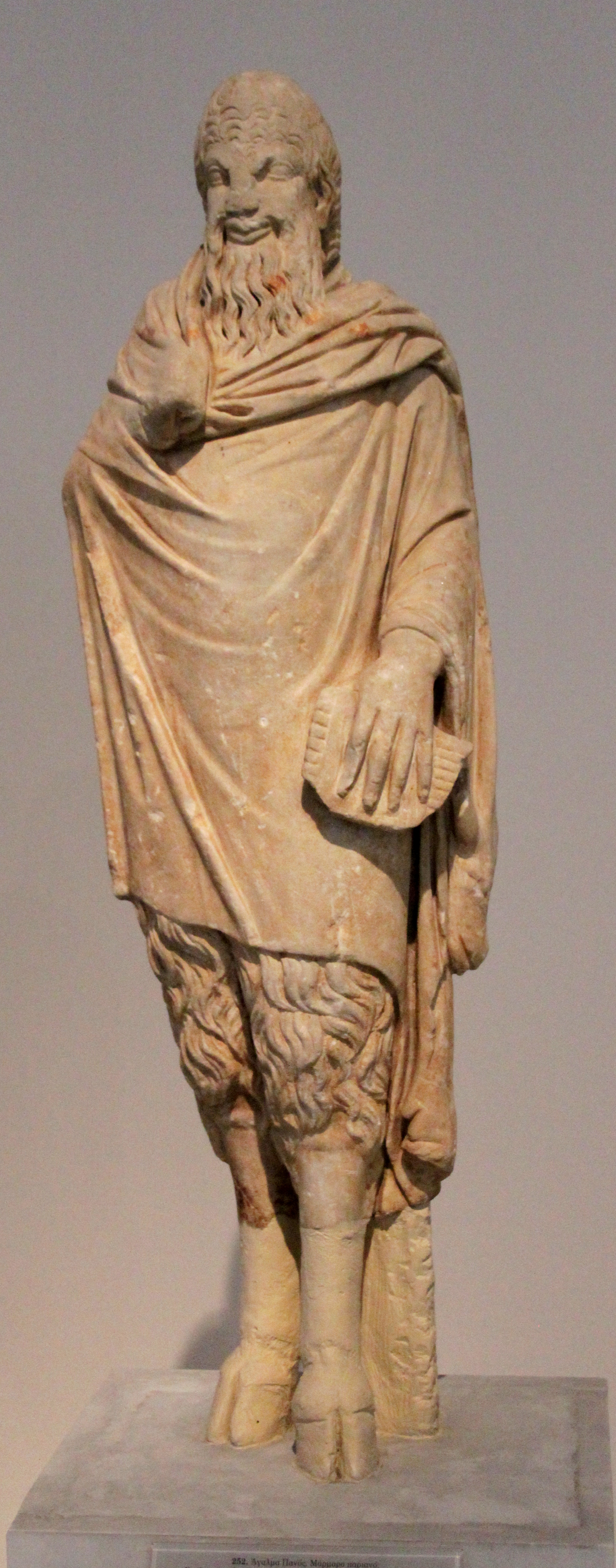
Statua in marmo pario del dio Pan (Πάν) rinvenuta a Sparta (Museo archeologico nazionale di Atene).

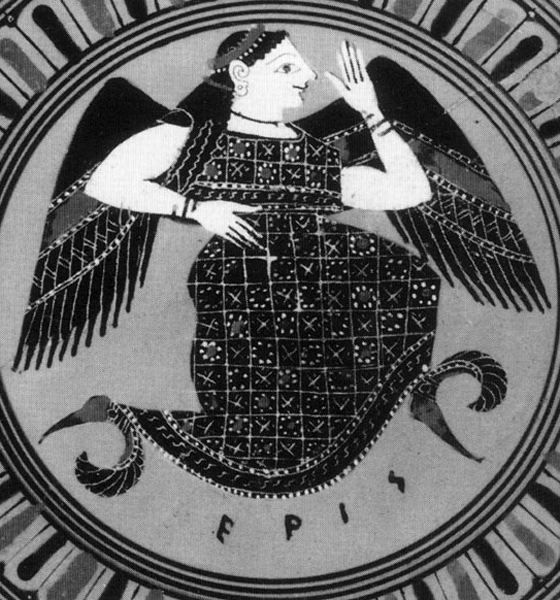
Eris (Ἔρις) la dea della discordia e della competizione, in un kylix a figure nere risalente al VI secolo a.C. (Altes Museum di Berlino). Figlia della Notte (Nύξ, Nyx) è madre, tra gli altri, dei Dolori, delle Menzogne e degli Assassinii.

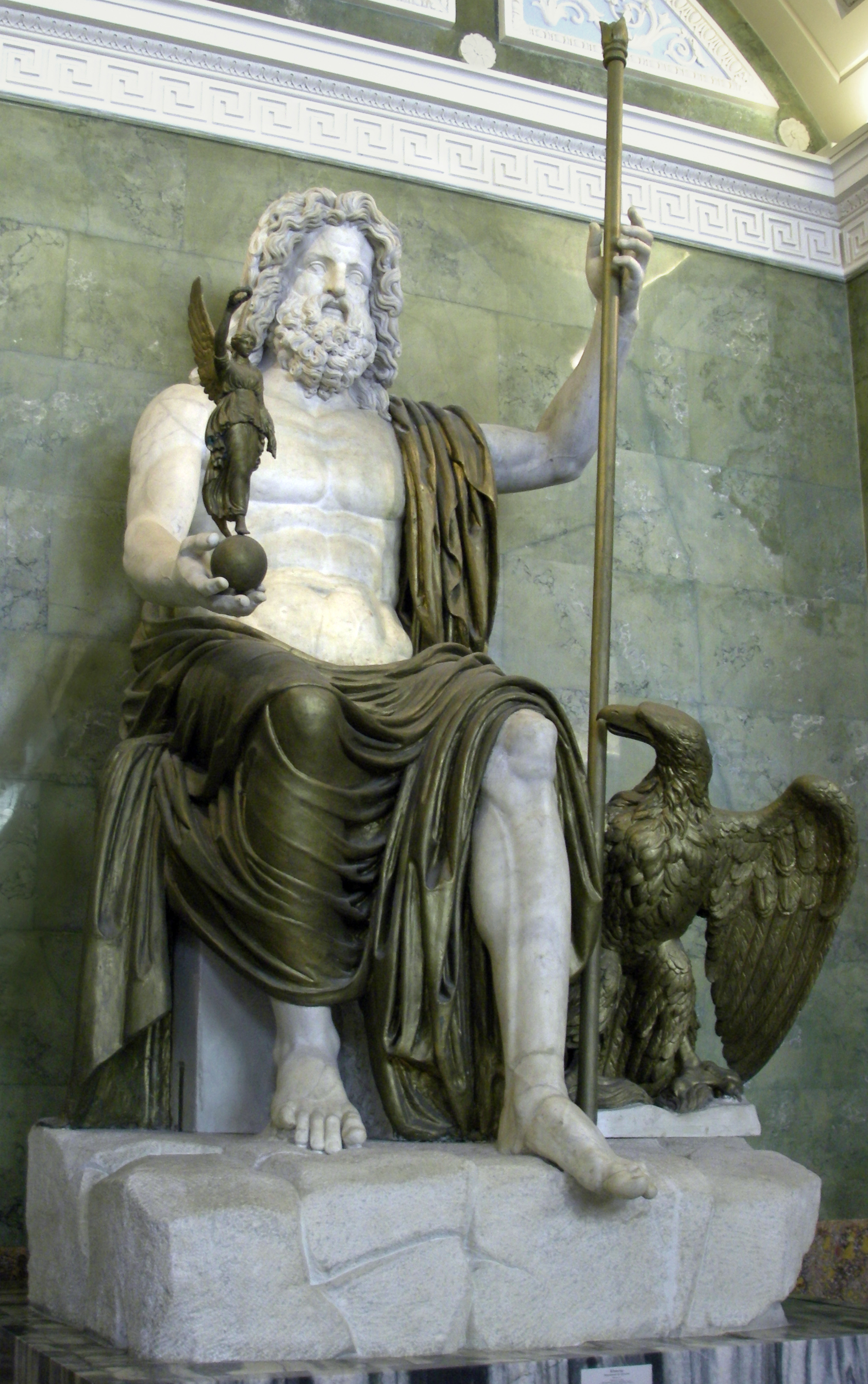
Statua di Iupiter alta 3,47 metri (Museo statale Ermitage), ispirata alla statua di Zeus a Olimpia di Fidia.

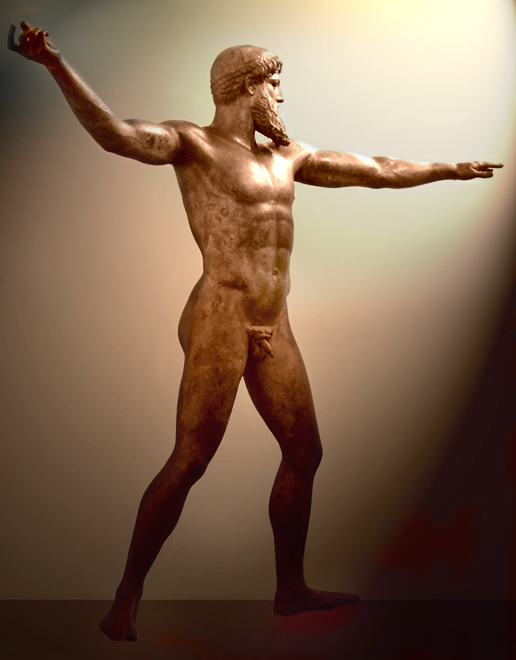
Cronide di Capo Artemisio, una statua in bronzo di Poseidone, risalente al V secolo a.C. (Museo archeologico nazionale di Atene). Posidone era originariamente il dio dell'acqua e del terremoto, solo successivamente fu associato al mare.

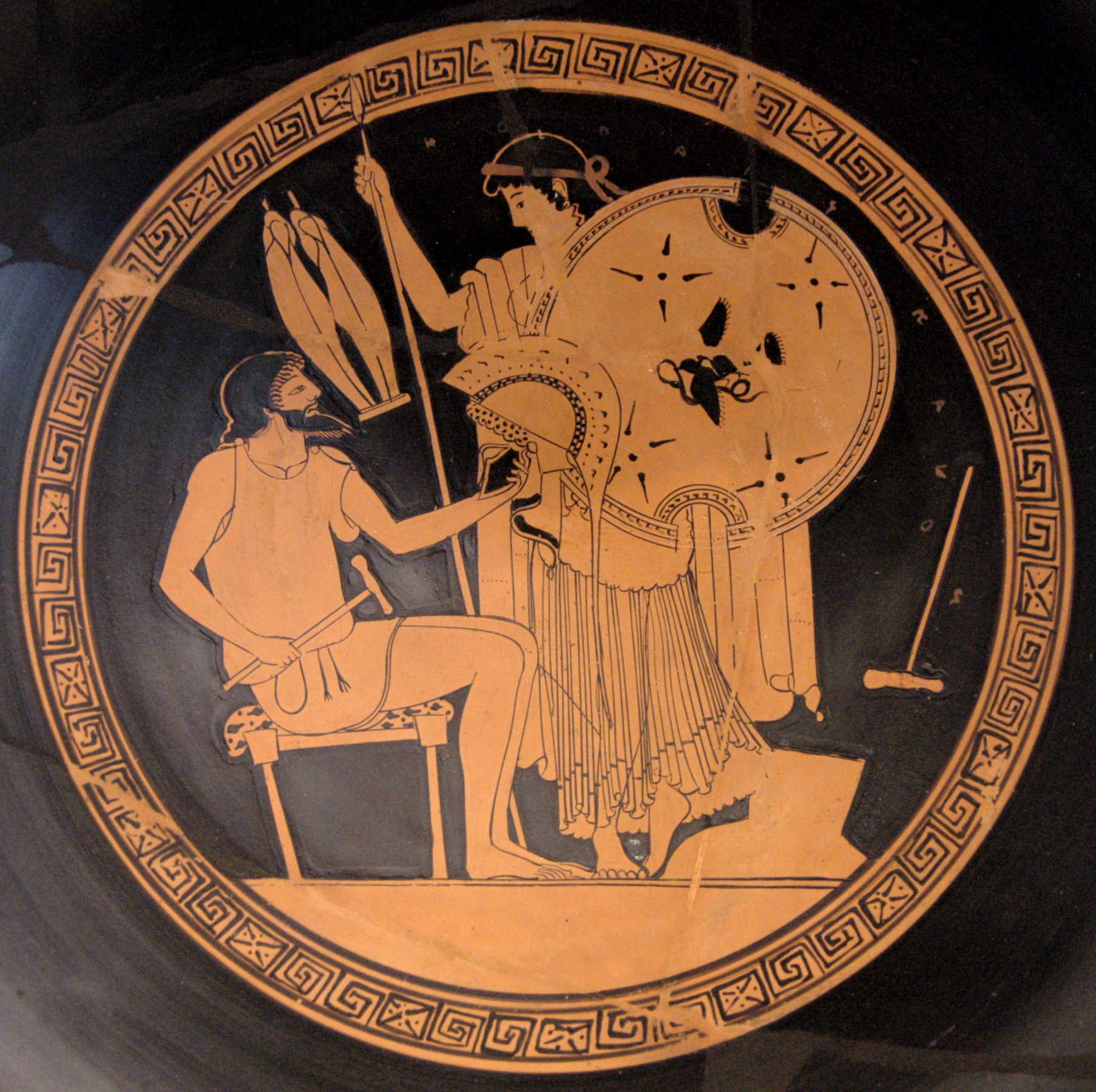
Interno della kylix del Pittore della Fonderia a figure rosse, che rappresenta Efesto seduto mentre rifinisce con il martello l'elmo di Achille. La nereide Teti, madre dell'Eroe, esamina lo scudo e la lancia.

A seguito del crollo della civiltà micenea e del seguente periodo dei secoli oscuri che ha visto l'affermazione dei Dori, emergono le prime póleis (città) come atto spontaneo di aggregazione delle comunità greche.
Con la pòlis, cambia anche la forma di governo: al dominio centralizzato dal palazzo sede del re subentra la comunità, aristocratica, degli opliti-contadini.
Il rito religioso del sacrificio subisce in questo quadro una profonda revisione: durante il banchetto comunitario, le offerte vengono bruciate per gli dei su un altare, senza che un sacerdote o un re possano servirsi delle porzioni sacrali.
Al contempo, il crollo della civiltà palaziale micenea lascia spazio al ritorno di antichissimi culti che, rielaborati dalla cultura greca arcaica e classica, fanno apparire le tradizioni del passato miceneo come un'epoca "mitica", che si contrappone alla cultualità e alle tradizioni più tarde.
Molteplici tradizioni concorrono a saldare i riti di comunità che condividono la medesima lingua e scrittura. Questa lingua serve a veicolare tali tradizioni attraverso autorità letterarie, come Esiodo e, in maggior misura, Omero.
Un altro elemento fondante di questa riorganizzazione del culto è il santuario extraurbano, che diventa nell'era delle póleis il centro attorno al quale si sviluppa la ritualità del nuovo culto unitario che raggruppa tutte le tradizioni precedenti in un'unica mitologia fatta da elementi e storie interconnesse.
Per la religione greca "omerica", la realtà è divisa tra gli esseri immortali (dèi) e quelli mortali (uomini), dove all'uomo è assegnato un preciso destino che non deve evadere, pena di sconfinare nella hýbris, che viene ricordato dal motto delfico di «Conosci te stesso» (Γνῶθι σεαυτόν, gnôthi seautón) col significato di "non superare la tua condizione mortale" mettendoti sullo stesso piano degli dèi. Con Platone il paradigma cambia: il filosofo ateniese del IV secolo a.C., facendo leva sulle credenze proprie delle religioni misteriche, consegna all'uomo la possibilità di divenire immortale, quindi di rendere sé stesso simile a un dio. Si passa quindi da una visione della religione molto terrena presente in Omero, ad una religiosità platonica che acquisisce una componente ultraterrena, dove l'anima immortale costituisce col corpo mortale una dualità che va a caratterizzare la religione orfica.
Inoltre, la presenza di filosofi occorre lungo tutta la storia della religione greca a reinterpretare lo stesso racconto in senso "teologico", anche attraverso una critica radicale dei contenuti "omerici" e con significativi cambiamenti di prospettiva.
Il mito raccontato dai poeti, l'obbligatoria pratica cultuale cittadina e l'insegnamento teologico dei filosofi, rappresentano la composita condizione in cui si trovava l'uomo greco di fronte al sacro, diviso fra una "teologia dei poeti" ed una teologia istituzionale legata alla pòlis, alle quali viene ad aggiungersi la "teologia naturale" dei filosofi.

### La religione del "mondo di Omero"
Il mondo di Omero è il mondo descritto essenzialmente dai poemi epico-religiosi dell'Iliade e dell'Odissea, come anche dalla Teogonia di Esiodo e dai cosiddetti Inni omerici. La datazione di queste opere si situa tra l'VIII e il VI secolo a.C..

#### Le Muse e l'origine sacra del canto
I poemi omerici, così come la Teogonia di Esiodo, si contraddistinguono per un preciso incipit che richiama l'intervento di alcune dee indicate con il nome di "Muse" (Μοῦσαι, -ῶν), per esempio in quello dell'Iliade.
οὐλομένην, ἣ μυρί’ Ἀχαιοῖς ἄλγε’ ἔθηκε»
(Iliade, I. Traduzione di Guido Paduano. Milano, Mondadori, 2007, p. 3)
Le Muse sono figlie di Zeus e Mnemosine (la "Memoria") e la loro guida era Apollo. L'importanza delle muse nella religione greca era elevata: esse infatti rappresentavano l'ideale supremo dell'Arte, intesa come verità del "Tutto" ovvero l'«eterna magnificenza del divino».
In occasione del suo matrimonio, Zeus domandò agli altri dèi quale fosse un loro desiderio non ancora esaudito e questi gli risposero chiedendo di generare delle divinità «capaci di celebrare, attraverso la parola e la musica, le sue grandi imprese e tutto ciò che egli aveva stabilito.». Se dunque le Muse sono quelle dee che rappresentano l'ideale supremo dell'arte, i poeti sono da loro "posseduti", sono entheos, (ἔνθεος "pieni di Dio") come ricorda lo stesso Democrito: «"Bello" è assai tutto ciò che un poeta scrive in stato di entusiasmo e agitato da un afflato divino» Ed essere entheos, "pieno di Dio", è una condizione che «il poeta condivide con altri ispirati: i profeti, le baccanti e le pitonesse». Donando agli uomini la possibilità di parlare secondo il "vero", le figlie di Mnemosýne consentono ai cantori di "ricordare" avendo questa stessa funzione uno statuto religioso e un proprio culto.
Questa memoria dei poeti non corrisponde agli stessi fini di quella degli uomini moderni, dato che si tratta di un'onniscienza di carattere divinatorio. Essa si definisce attraverso la formula: "ciò che è, ciò che sarà, ciò che fu". La parola cantata, pronunciata da un poeta dotato di un dono di veggenza, è una parola che si riferisce ad una verità divina che, per sua propria virtù, istituisce un mondo simbolico religioso a contatto con il mondo reale. Il canto dei poeti acquisisce così anche un potere dalle caratteristiche magiche, capace di curare i mali e di far dimenticare le disgrazie.

#### Il mondo di Omero
Il mondo descritto da questi canti è un mondo pienamente dotato di vita, dove ogni aspetto della natura ha una personalità tangibile ed una volontà, al pari di ogni essere vivente e divino. Talete stesso, nel VII secolo a.C. indicò questo mondo come pieno di divinità. Per gli uomini, calcare la terra era tutt'uno con entrare in contatto – almeno col pensiero – con elementi della sfera divina.
Omero descrive le modalità di azione degli dei, in eterna conflittualità fra di essi. Gli dei omerici rappresentano l'universo greco e plasmeranno la cultura greca dei secoli a venire. Di fatto, il mito raccontato da Omero definisce le dinamiche delle nuove città, la loro ritualità e le relazioni fra di esse, dando un mito fondante alla cultura ufficiale.

#### LaTeogoniaesiodea
Esiodo, con la Teogonia, dà un ordinamento al cosmo popolato dagli dei. La sua opera diventa il racconto tradizionale della nascita del culto, scaturito dalla creazione a partire dal Caos del cosmo, di tutti gli dei e, infine, della donna.

### Gli dèi e gli eroi della religione greca arcaica e classica

#### Gli Dei e la nozione greca della divinità
Come ha evidenziato Jean-Pierre Vernant, gli dèi greci non sono persone con una propria identità, quanto piuttosto risultano essere "potenze" che agiscono assumendo poliedriche forme e non identificandosi mai completamente con tali manifestazioni. Gli dei sono il fondamento di ogni cosa o fatto e come tali sono considerati dagli antichi greci come "il motore del mondo": condizionano l'esistenza umana, l'ambiente naturale e tutti gli aspetti della vita sociale e politica. Inoltre, questa influenza dell'esistenza umana è da considerarsi come una spinta interna, con la divinità che determina lo stato d'animo e le inclinazioni dell'uomo. Così Afrodite è la causa scatenatrice dell'incanto d'amore, il sentimento di pudore è determinato dall'influenza di Aidos e Gabriella Pironti ricorda che Senofonte si trova ne l'Anabasi in condizioni di difficoltà economiche perché pur avendo onorato Zeus Basileus si è dimenticato di onorare Zeus Meilichios collegato alle fortune familiari e quindi economiche.
Anche se «in ogni azione importante dell'uomo agisce un Dio», come evidenzia Max Pohlenz, persino nei momenti in cui è condizionato da tali potenze, egli non si percepisce come privo di "libera scelta".
Gli dèi greci sono "potenze" caratterizzate dall'essere estranee agli affanni (ἀκηδής akēdḗs) e dalla sofferenza (ἀχεύω acheúō) come ricorda l'eroe Achille:
(Iliade XXIV, 525-6. Traduzione di Guido Paduano p. 781)
Neanche corpo fisico, spesso di forma umana, con cui possono manifestarsi gli dèi, coincide con quello umano: in esso, infatti, non circola il sangue, ma un altro umore, l'ichór (ἰχώρ). Questo perché gli dèi non si alimentano di cereali e di vino. Separati dagli uomini per natura, condizione e destino, gli dèi vengono rappresentati dai greci secondo i canoni assoluti della bellezza. Purtuttavia questi corpi fisici si manifestano come potenze, come quando Apollo colpisce con la mano Patroclo, e sono individuabili anche se utilizzano corpi simili agli uomini, proprio per mezzo delle loro tracce (ichnos, ἴχνος) come osserva Aiace Oileo dopo aver scorto Posidone. Però questa demarcazione tra dèi e uomini non sempre è rispettata, come nel caso, ad esempio, di Efesto e di Teti che si qualificano come colpiti dal dolore (achnymenoi).
Il ruolo degli dei è quello di mantenere e garantire l'ordine che governano i diversi piani di esistenza del cosmo. Sono all'origine, in quanto modelli da seguire, di molti miti fondatori. Gli dèi greci posseggono inoltre la caratteristica di differenziarsi nell'ambito delle loro rispettive "potenze" e di pagarne caro il prezzo qualora si avventurassero in ambiti che non gli sono propri, come ricorda Zeus ad Afrodite ferita da Diomede dopo il suo tentativo di proteggere Enea. Come gli uomini, Zeus e gli altri olimpi devono rispettare i pochi limiti che gli sono imposti nell'ordine cosmico, senza alterarne le regole naturali. In questo modo, Zeus deve fulminare Asclepio, colpevole di aver violato le barriere della morte facendo resuscitare i propri pazienti, oppure deve rinunciare a salvare suo figlio Sarpedonte dal suo funesto destino.

#### Gli eroi

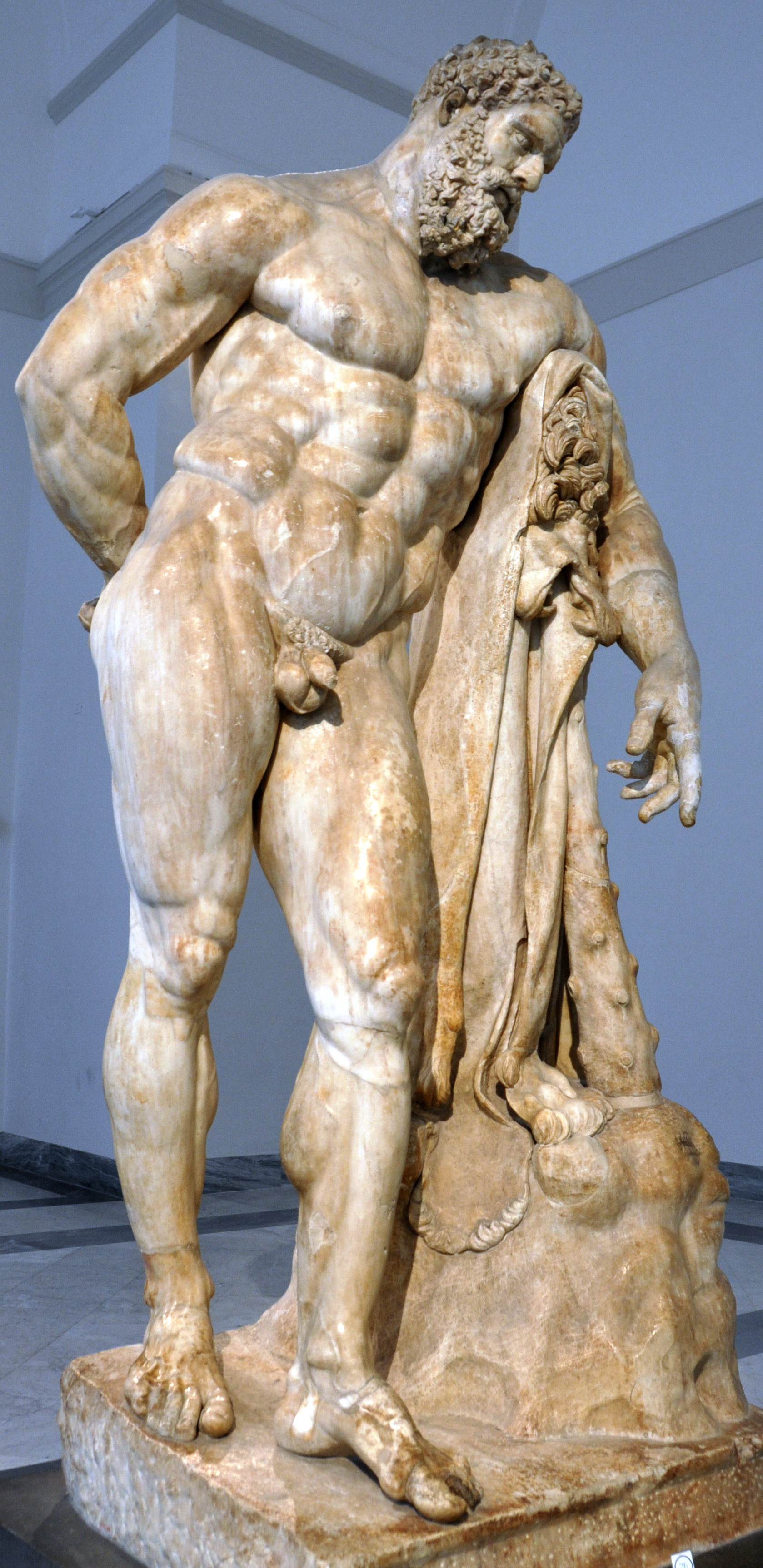
Eracle Farnese (Museo Archeologico Nazionale di Napoli). L'eroe si riposa dopo l'ultima sua fatica.

Nella religione greca, gli eroi sono esseri su un piano intermedio tra l'uomo e la divinità, unificati dalla loro partecipazione ai miti e onorati da un culto funebre. Nel periodo omerico gli eroi vengono appellati "semidèi" (ἡμίθεοι). Gli eroi per quanto di natura eccezionale, sono simili e vicini agli uomini, nelle loro vene scorre sangue e non icore, proprio agli dei, e non possiedono poteri magici o soprannaturali, mentre partecipano alle vicende umane sulla terra.
Il culto dedicato agli eroi appare per la prima volta in un frammento inerente a Mimnermo e a un testo di Porfirio che richiama una legge di Draconte. Il rito di tipo funerario a loro dedicato si distingue generalmente da quello riservato agli olimpi per le modalità sacrificali che per la presenza della tomba dell'eroe in luoghi pubblici: questa presenza fisica permette di elevare al rango di eroi sia personaggi del mito, che personaggi storici.

#### Ildaímōn

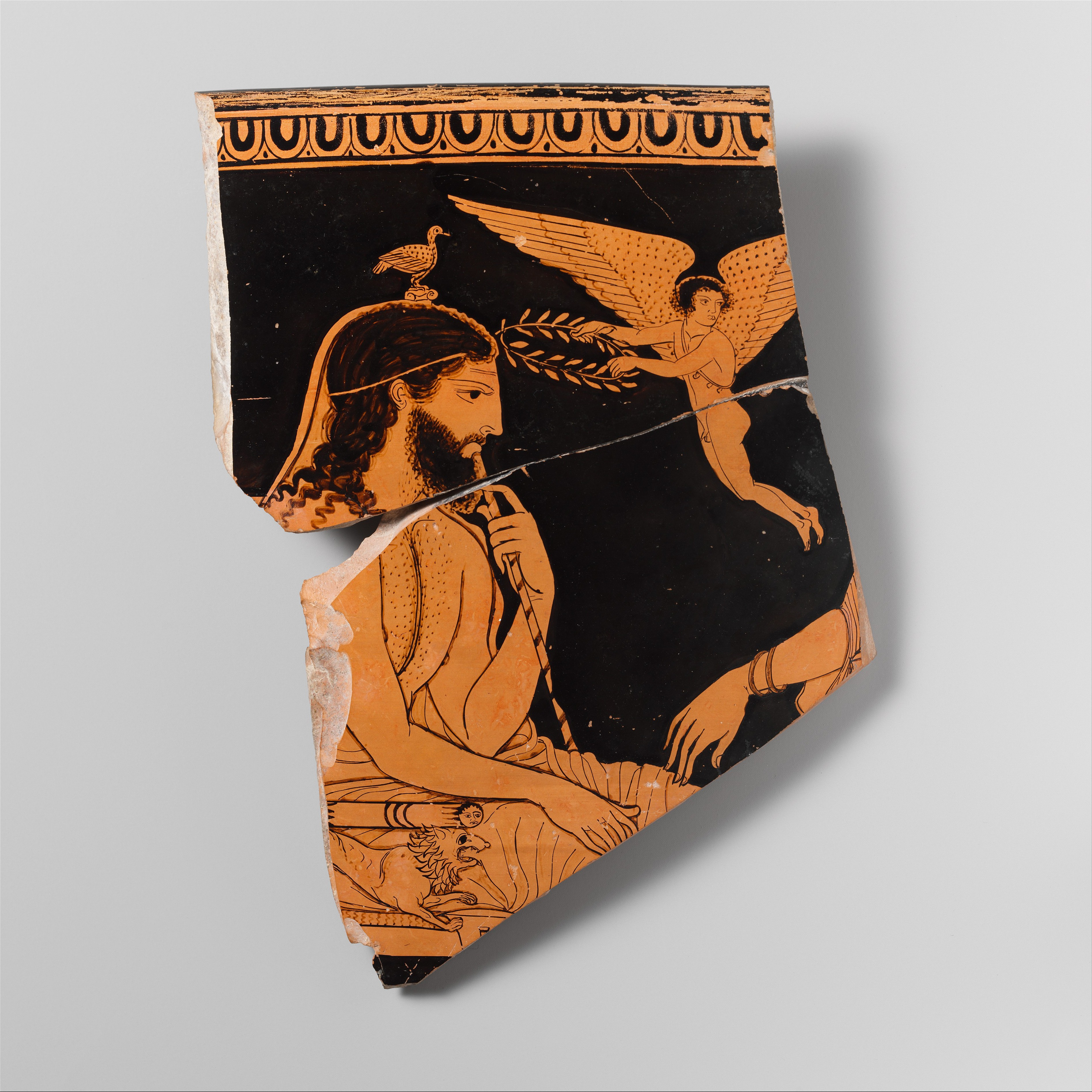
Eros attico in un frammento del V secolo a.C. (Metropolitan Museum of Art). Dio primordiale è raffigurato con le ali per la sua capacità di elevarsi dal mondo terreno alla sfera celeste.

Oltre agli "dèi" e agli "eroi", nella religione greca sono presenti delle figure intermedie fra l'umano ed il divino, i "demoni" (daímōn, δαίμων, «essere divino»). La nozione comune di "demone", concepito come essere inferiore al dio e soprattutto di natura malvagia, appartiene all'opera di Platone e Senocrate e non quindi alle precedenti credenze della religione greca, che invece non stabiliscono una relazione gerarchica tra "dio" e "demone" in quanto utilizzano il termine dáimōn anche per indicare delle divinità quali Afrodite, chiamando generalmente daimones gli stessi dèi riuniti sull'Olimpo. Più precisamente, se il dáimōn non indica una classe divina, esso designa certamente un modo di comportarsi che può essere anche "umano", ossia il comportamento proprio di chi è posseduto da una "forza" positiva con cui egli agisce in accordo (sỳn daímoni), perciò l'esito del suo destino risulta "favorevole"; se invece il destino risulta avverso, allora egli è collocato contro questo "demone" (pròs daímoni). Allo stesso modo, quando ci si ammala è possibile che sia stato un demone a muoverci contro, allora gli dèi possono soccorrerci. D'altronde, godere del favore o dell'opposizione del daímon non dipende dall'uomo: la sua presenza gli è garantita fin dalla nascita.
In Esiodo, il dèmone è lo stato post mortem della prima generazione aurea vivente al tempo di Crono, la quale, sopraffatta dal sonno, venne trasformata da Zeus in "tutrice dei mortali", protettrice del genere umano.

### Uomini e dèi

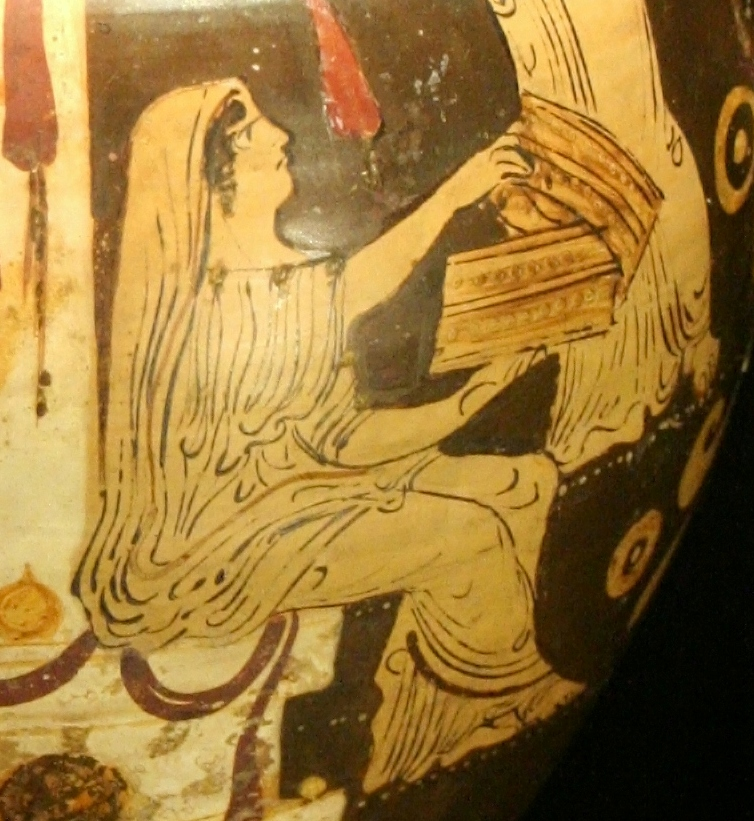
Particolare di Hydria a figure rosse risalente al IV secolo a.C. (Museo archeologico della Catalogna). Questo particolare raffigura una donna nell'atto di aprire una pyxis e potrebbe indicare il mito del vaso di Pandora.

Nella Teogonia di Esiodo non si parla della generazione degli uomini, fatta salva la creazione della prima donna, quella figura menzionata nelle Opere e i giorni come Pandora, Πανδώρα, cioè "fornita di tutti i doni ". Zeus, irato con Prometeo che aveva rubato il fuoco per donarlo agli uomini, decide di inviare per vendetta all'umanità la donna. Formata da Efesto col fango, adornata dei doni delle dee, Pandora apparentemente possiede una bella presenza, ma in realtà nasconde lo "spirito di cagna". La creazione della donna, del "bel male", ci dice Esiodo, modifica lo status degli uomini, che da anthropoi divengono andres e quindi uomini associati alle donne, destinati alla generazione e alla morte.
Questo frutto della mescolanza di acqua e terra, propria della genesi delle donne, nell'Iliade (VII, 99) riguarda pure gli uomini, anche se l'invettiva di Menelao contro i propri compagni che hanno timore di Ettore può inerire al fatto che si stiano comportando da donne e non da guerrieri. Tuttavia sia Aristofane che Callimaco (fr. 192) richiamano l'uomo come fatto d'argilla. Nello specifico, a plasmare l'uomo con acqua e terra per Callimaco, come per Apollodoro (I,7,1), Pausania (X,4,4) e Filemone (fr. 89), fu il titano Prometeo.
Prometeo non è l'unico Titano vicino e amico degli uomini, come ricorda anche Diodoro Siculo. Secondo i Cretesi, i Titani nacquero al tempo dei Cureti, che vivevano nei pressi di Cnosso ed erano sei maschi (Crono, Iperione, Ceo, Iapeto, Crio, Oceano) e cinque femmine (Rea, Temi, Mnemosine, Febe e Teti), figli di Urano e di Gea – oppure figli di uno dei Cureti andato in sposo a una certa Titaia da cui essi presero il nome. Ognuno di questi Titani ebbe modo di lasciare un dono prezioso in eredità agli uomini, conquistando in questo modo un onore imperituro. Crono, dei Titani il più anziano, fu re, e grazie a lui gli uomini passarono dallo stato selvaggio alla civiltà. Insegnò agli uomini anche ad essere probi e semplici d'animo: questa è la ragione per cui si sostiene che gli uomini al tempo di Crono furono giusti e felici.
Se la creazione degli uomini non trova posto nella Teogonia, essa viene invece citata nell'altra opera di Esiodo, Le opere e i giorni, dove si racconta la genesi dell'umanità in quattro stirpi (aurea, argentea, bronzea e quella degli Eroi; appartenendo noi, con Esiodo, a quella ferrea, la quinta, l'ultima). La differenza tra le varie stirpi umane è determinata dai differenti stili di vita e dal fatto se questi osservino il criterio di giustizia oppure si prestino alla tracotanza. La "fabbricazione" dell'uomo da parte degli dèi è, nella concezione esiodea, resa necessaria affinché questi si voti «all'esercizio del sacrificio». L'uomo, quindi, plasmato d'argilla, si distingue dalle bestie e dagli dèi andando a occupare una posizione tra questi intermedia, resa tale dalla parentela con gli dèi grazie alla pratica cultuale. Dagli dèi la stirpe degli uomini è separata dalle caratteristiche proprie della sua esistenza, caratterizzata dagli affanni e dalla morte; dalle bestie si distingue per la consapevolezza del suo inevitabile destino. Tale destino gli è stato consegnato da Zeus in persona. Così ora l'uomo della generazione di "ferro", a differenza dell'uomo della stirpe "aurea", è costretto a lavorare duramente i campi e a sacrificare le bestie per poter riempire il proprio ventre; allo stesso modo è costretto a unirsi in matrimonio con la donna (il bel male) per poter generare la sua stirpe mortale. Le pratiche cultuali inerenti alla coltivazione dei campi, al sacrificio e al matrimonio ne caratterizzano quindi la vita religiosa, che se da una parte li collega al mondo divino, a cui una volta era unito, ora ne rammenta l'incolmabile distanza. Tale ambiguità ne caratterizza costantemente l'esistenza.

## Il culto
Le principali modalità con cui l'uomo greco si relazionava al "divino" erano la preghiera, la divinazione e il sacrificio.
Mentre «Il luogo privilegiato in cui la divinità incontra l'uomo è il santuario».

### Il luogo sacro

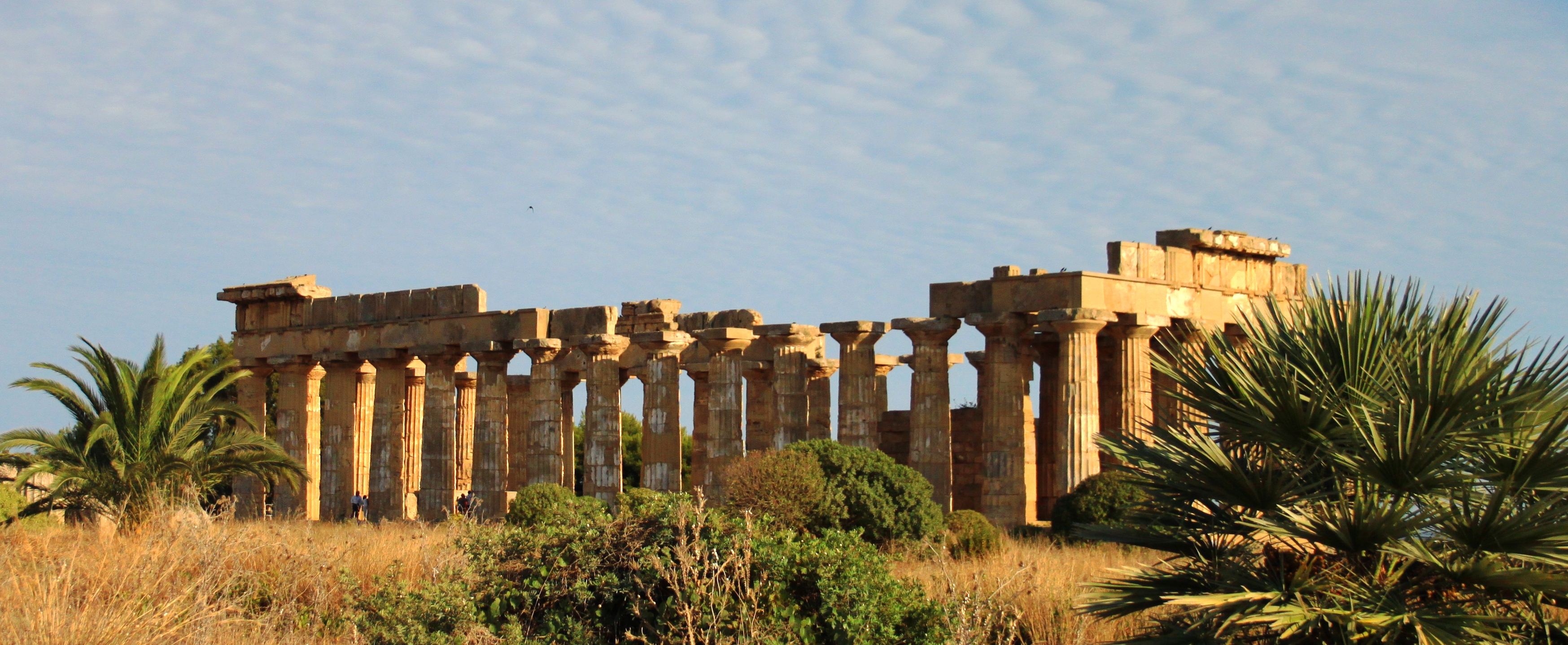
I resti del "tempio E", dedicato alla dea Era, a Selinunte.

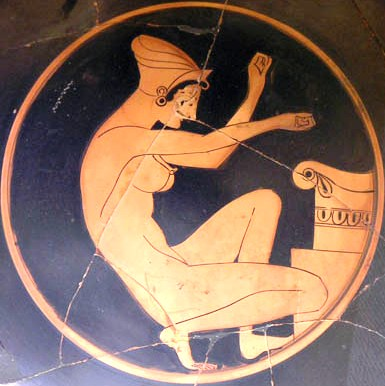
Particolare di una kylix attica a figure rosse che rappresenta una donna inginocchiata di fronte a un altare, opera di Chairias (VI secolo a.C.), (Museo dell'Agorà di Atene).

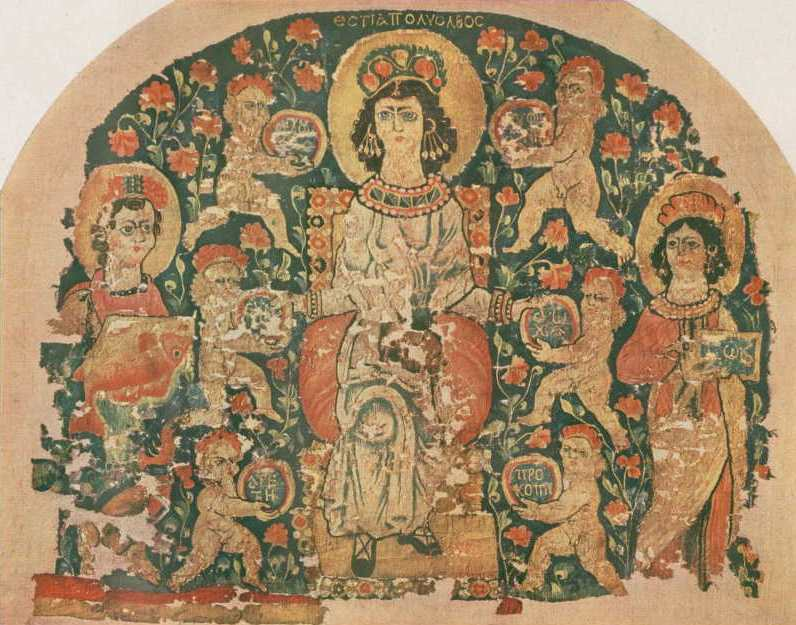
Hestía Polyolbos (Ἑστία Πολύολβος, Estia "Piena di grazia"). Arazzo del V secolo rinvenuto in Egitto e conservato presso la Dumbarton Oaks Collection (Washington D.C.). Estia è la dea del focolare, quello della casa e quello degli altari sacrificali. Quando improvvisamente il fuoco divampa, esso indica la presenza della divinità invocata nel sacrificio.

L'area del culto greco, il santuario, consiste in un terreno adibito a luogo sacro indicato con il nome di τέμενος (témenos), anche detto ἱερόν (hierón).
Il témenos è spesso separato dal circostante terreno considerato non puro (βέβηλον, bébelon) da un muro di cinta (περίβολος períbolos) alto più di un uomo e interrotto da un ingresso (πρόπυλον propylon).
All'interno dell'area sacra del témenos si collocano uno o più templi, la casa del dio indicata con il termine naós (ναός), che solitamente ne accoglie l'immagine cultuale detta ágalma (άγαλμα). All'interno dell'area del témenos è collocato l'altare (bomós, βωμός; per i sacrifici agli dèi olimpici) o la fossa sacrificale (bóthros, βόϑρος; per i sacrifici agli dèi ctoni, agli eroi e ai defunti) situato però all'esterno del tempio. Il bomós era il luogo – unitamente alla statua del dio o della dea – al quale, accostandosi in qualità di supplice, si poteva ottenere la protezione sacra che ineriva allo stesso spazio sacro rappresentato dallo hierón. Tale spazio era immune da qualsiasi atto di violenza che potesse contaminarlo, ed è sufficiente la sola presenza dell'altare, piuttosto che quella del tempio, per rendere sacro uno hierón.
Caratteristica del témenos è la presenza al suo interno di un elemento assolutamente naturale, come una o più pietre grezze, un albero dedicato (ad esempio una quercia, un salice o un olivo), o un boschetto sacro (álsos, ἄλσος).
Alcuni santuari erano presenti all'interno di stadi e di teatri «le cui attività specifiche erano inconcepibili al di fuori di cerimonie religiose».
All'ingresso dei santuari erano esposte le "leggi sacre" (a volte anche sui cippi che limitavano i confini degli stessi) che ne regolavano l'ingresso: le condizioni che queste leggi stabilivano inerivano alla pietà religiosa, all'onesta e alla purezza. La condizione di purezza poteva riguardare, ad esempio, la lontananza per un certo periodo dai rapporti sessuali, dai lutti, dal mestruo, da cibi come il maiale o le fave, il vestire abiti puliti e di colore bianco. La "pietà" riguardava l'atteggiamento interiore, un atteggiamento di vigilanza e di raccoglimento, allontanando le idee empie. La "modestia" da adottare all'interno di un santuario suggeriva di vestire abiti non sontuosi per evitare di offendere gli dèi ostentando superiorità, altrimenti poteva anche accadere che il sacerdote strappasse di dosso tali vesti. Anche la sobrietà nello scegliere le vittime del sacrificio era importante: «A un tessalo che portava ad Apollo dei buoi dalla corna d'oro e delle ecatombi, la Pizia dichiarò che il dio aveva preferito un uomo Ermione che, come sacrificio, aveva offerto in tutto tre dita di pasta tolta dalla sua bisaccia»
Infine l'onestà, che riguardava la condotta morale: i santuari erano interdetti ai criminali e agli assassini.

### Sacerdote (ιερεύς) e sacerdotessa (ιέρεια)
La religione dell'antica Grecia non aveva una casta religiosa, formata sacerdoti educati specificatamente a questo scopo e inquadrati in un gruppo e in una gerarchia formale. Anche i culti più consolidati non avevano una "dottrina" o tradizioni ma seguivano piuttosto un "costume", nómos. I sacerdoti non ricevevano una formazione specifica ed erano generalmente incaricati per un periodo predeterminato, tipicamente un anno, e potevano essere scelti per diritto ereditario (per esempio a Eleusi), casualmente, per elezione o su designazione di un oracolo. In Asia Minore la carica era messa all'asta e veniva incaricato il miglior offerente. Ne consegue che «presso i Greci sacrifica chiunque lo desideri e abbia i mezzi per farlo, anche casalinghe o schiavi.».
Nel caso di cerimonie importanti l'incarico di offrire libagioni, pronunciare preghiere a nome della collettività e dirigere il rito era compito di una personalità importante dotata anche dei mezzi economici per ricoprire questo ruolo. Tale personalità poteva essere, a seconda dei casi, il capofamiglia, il magistrato, il basileús. Ne consegue anche che la proprietà del santuario è del dio e non dei sacerdoti officianti, i quali raramente lo abitano anche se, comunque, sono coloro a cui è affidato il compito di gestirlo. Il sacerdote (ἱερεύς) e il suo corrispettivo femminile, la sacerdotessa (ἱέρεια), sono coloro che seguono l'andamento di un santuario dedicato a un dio, sono quindi sacerdoti di quel "dio" e non di un altro, anche se è possibile che un singolo sacerdote possa assumere su di sé più incarichi. Al sacerdote spettano comunque delle concessioni, soprattutto in termini di cibo. A lui, in quanto rappresentante del dio, viene consegnato il "privilegio della carne" (γέρας, géras) ovvero alcune precise parti del corpo della vittima sacrificale come le cosce o anche il rene grigliato all'inizio del sacrificio. Anche la pelle della vittima è spesso assegnata al sacerdote celebrante. Successivamente, i premi in denaro consegnati per un sacrificio vengono depositati nel "fondo" proprio del santuario (θησαυρός thesaurós).
Quindi se il sacerdozio nella religione della Grecia antica non è una scelta o un tipo di vita, resta una carica che porta grandi onori, risultando l'uomo o la donna che vi si affidano dei "consacrati" (ἱερούμενοι, hieroúmenoi). "Consacrazione" che emerge anche dal loro abito particolare, generalmente bianco o porpora, e dal fatto, ad esempio, di lasciarsi crescere i capelli e di portare una fascia intorno al capo (στρόφιον, stróphion) o, ancora, di indossare una corona. Resta per costoro necessario seguire una condotta di purezza (ἁγνεία hagneía), ad esempio evitare il contatto con i morti, con le partorienti ed eventualmente regolare la propria attività sessuale o l'alimentazione. Generalmente la sacerdotessa ha cura di divinità femminile, mentre il sacerdote accudisce quelle maschili, ma non mancano notevoli eccezioni.

### La preghiera (εὔχεσθαι)
Il verbo greco antico che indica l'atto di preghiera è εὔχεσθαι (éukhesthai) "proclamare una giusta pretesa" o anche "gettare un grido di trionfo". Nel primo caso essa si manifesta come una invocazione pronunciata per ottenere "qualcosa" dalla divinità, quindi una petizione alla stessa, anche se, nota Liliane Bodson«Perfino quando è incentrata su vantaggi materiale la preghiera è raramente passiva. Appare, piuttosto, come un'apertura all'azione divina [...] Le preghiere di domanda, che sono in totale, le più rappresentate dalla tradizione, oltrepassano il principio del do ut des e rivelano, nelle loro diverse forme, un'autentica esperienza religiosa in cui il fatto di rivolgersi agli dèi, anche per un motivo modesto, intensifica e approfondisce la relazione con gli dèi stessi.»; nel secondo caso essa indica piuttosto l'invocazione del sacerdote durante il sacrificio pronunciato a nome della comunità sacrificante.
La preghiera "greca" era pronunciata in piedi, con i palmi e lo sguardo rivolti verso il cielo, quindi assumendo una postura di origine indoeuropea. Nel caso di suppliche, l'uomo greco poteva inginocchiarsi, ma ciò capitava raramente, più facilmente alle donne meno attente in questo caso a tutelare il loro rango sociale che poteva essere sminuito da questo genere di postura. Quando la preghiera era indirizzata a divinità ctonie, ai morti o agli eroi, la postura assunta consisteva in una prostrazione a terra, oppure seduta o accovacciata.
La preghiera era comunque sempre pronunciata ad alta voce, fatto salvo quei casi in cui tale modalità era impedita. A volte essa poteva assumere una intonazione musicale in qualità di "inno".

### La divinazione e gli oracoli
L'arte divinatoria (μαντικὴ τέχνη) è la modalità con cui gli uomini interpretano i "segni" inviati loro dagli dèi. Nella Grecia antica dubitare di questo è indice di mancanza di religiosità. Se tutti gli dèi sono liberi di inviare agli uomini i loro segni, è Apollo il dio che consente solo ad alcuni di questi ultimi di interpretare correttamente i segni divini. L'indovino, il mantís, è l'uomo che possiede questo privilegio, un privilegio che può risultare ereditario.
I "segni" inviati dagli dèi corrispondono in genere a tutto ciò che accade in modo casuale: «uno starnuto involontario, un inciampamento, uno scuotimento delle membra; un incontro imprevisto o l'eco di un nome colto casualmente; fenomeni celesti come fulmini comete, stelle cadenti, eclissi di sole o di luna e perfino gocce di pioggia». Similmente nascono delle pratiche divinatorie come il "tiro a sorte", l'osservazione dei fulmini, dell'immagine restituita da uno specchio, l'evocazione degli spiriti dei defunti, l'esame dei visceri delle vittime sacrificali (una tecnica divinatoria importata dal Vicino Oriente), l'osservazione del volo degli uccelli.
Particolare interesse si attribuisce al volo dei rapaci, che è oggetto di osservazione da parte dello oiōnopólos: egli sceglie un luogo ben individuato e fisso e da lì, indirizzando lo sguardo verso il nord, ne scruta la direzione.
L'esame dei visceri delle vittime sacrificali svolto dallo hieroskópos (ἱεροσκόπος) è, durante le guerre, il compito proprio del mantís che segue, unitamente alla mandrie addette allo scopo, l'armata; e non si dà inizio allo scontro se i segni non vengono interpretati favorevolmente. Erodoto ricorda come, a Platea, Greci e Persiani rinviarono lo scontro per giorni in quanto i risultati, ottenuti con la stessa tecnica divinatoria, ne sconsigliavano l'inizio. Tra i visceri che vengono esaminati, particolare importanza è assegnata al fegato. Anche talune circostanze annesse ai sacrifici sono oggetto di valutazione: ad esempio, se l’animale da sacrificare si reca spontaneamente o meno all'altare, come divampa il fuoco e come le parti dell'animale sacrificato bruciano, o come scoppia la vescica.
Altra pratica divinitoria piuttosto diffusa, soprattutto per problemi di salute, è l'enkoímēsis (ἐγκοίμησις) consistente nel dormire all'interno di un santuario allo scopo di ricevere un sogno "profetico" dagli dèi, e dove l'interpretazione dello stesso era cura di un corpo sacerdotale (ὀνειροπόλος, oneiropólos) ad essa dedicato.

#### Gli oracoli
L'oracolo (χρηστήριον, chrēstḗrion, detto anche μαντεῖον, manteîon) è quel santuario (τέμενος, detto anche ἱερόν) dove un dio offre un responso (χρησμός, chrēsmós) ovvero dà una risposta (μαντεία manteía) a coloro che cercano il suo consiglio. Erodoto elenca diciotto santuari con oracoli; tra questi, i più famosi in epoca classica risultano quello di Zeus a Dodona, quello di Amphiáraos (Ἀμφιάραος) a Oropo, quello di Trophṓnios (Τροφώνιος) a Lebadea, quello di Apollo a Didima e, più prestigioso tra tutti, quello di Apollo a Delfi.
L'origine di questi oracoli è probabilmente orientale: i Greci del VII secolo a.C. già conoscevano l'oracolo di Amon situato nell'oasi di Siwa. Nell'antichità, l'oracolo di Zeus a Dodona sosteneva di essere il primo per origine. Nell'Iliade Achille invoca lo Zeus di Dodona, dove vivono i suoi profeti che dormono per terra e mai si lavano i piedi; allo stesso modo Odisseo vorrebbe recarsi a Dodona per conoscere i piani di Zeus dal movimento della chioma della quercia a lui dedicata. Esiodo in un testo con lacune, parla di tre colombe che vivono sulla quercia, in testi successivi tali "colombe" altro non sarebbero che le sacerdotesse dell'oracolo. Scavi arecheologici hanno verificato l'esistenza di un santuario, in cui fu eretto, ma solo nel IV secolo a.C., un piccolo tempio.

##### L'Oracolo di Delfi
L'Oracolo di Delfi è l'oracolo più reputato e noto della religione greca del periodo arcaico.
Nel tempio di Apollo si celebrava il culto del dio, mentre la pizia vi rendeva i responsi degli oracoli.

##### Il sacrificio

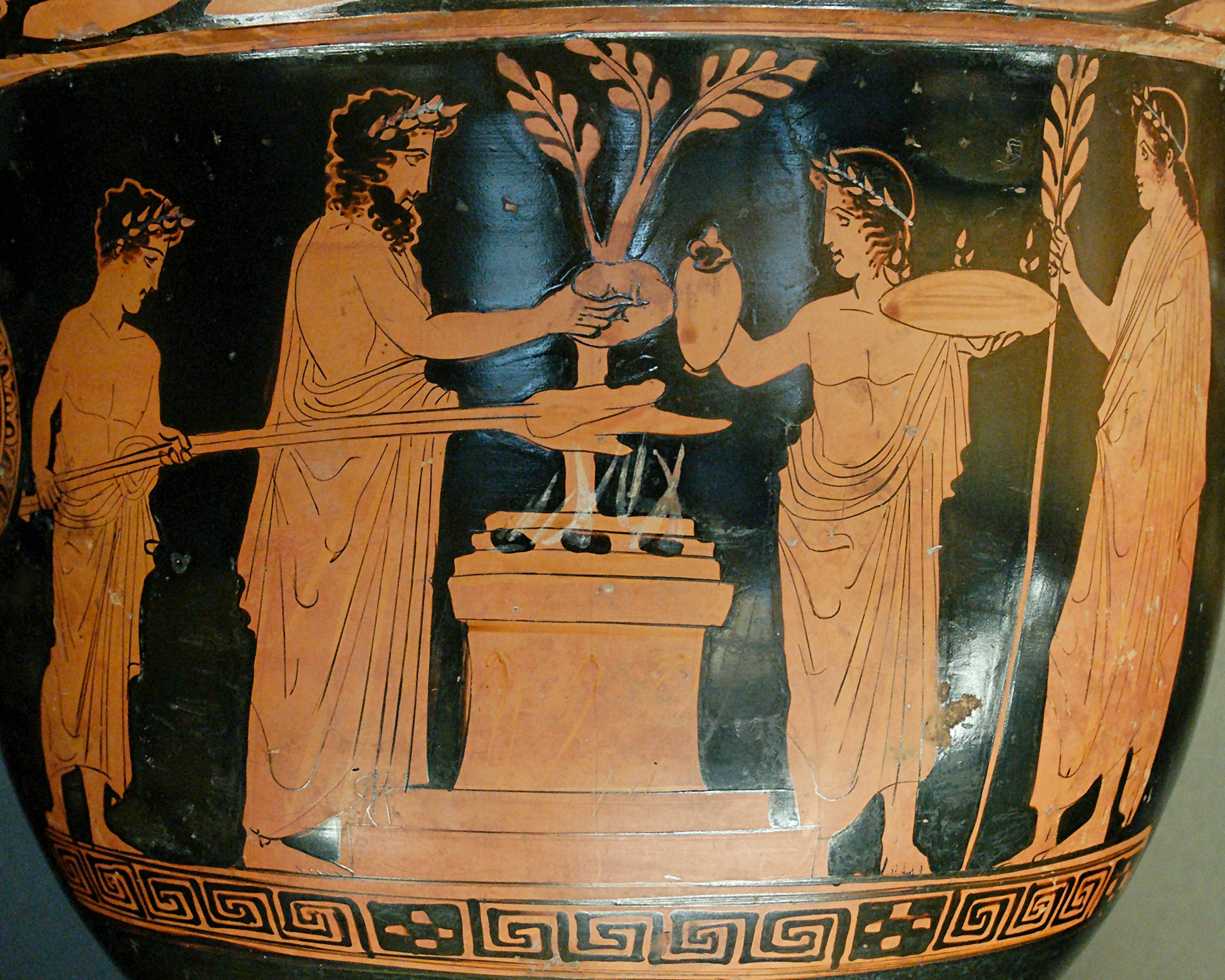
Un cratere attico a figure rosse, risalente al 430 a.C. e raffigurante l'arrostimento delle interiora (σπλάγχνα splánchna) per mezzo di lunghi spiedi (οβελοί obeloi) da parte dell'addetto a questo specifico compito (lo σπλαγχνόπτης splanchnoptēs) (Museo del Louvre, Parigi).

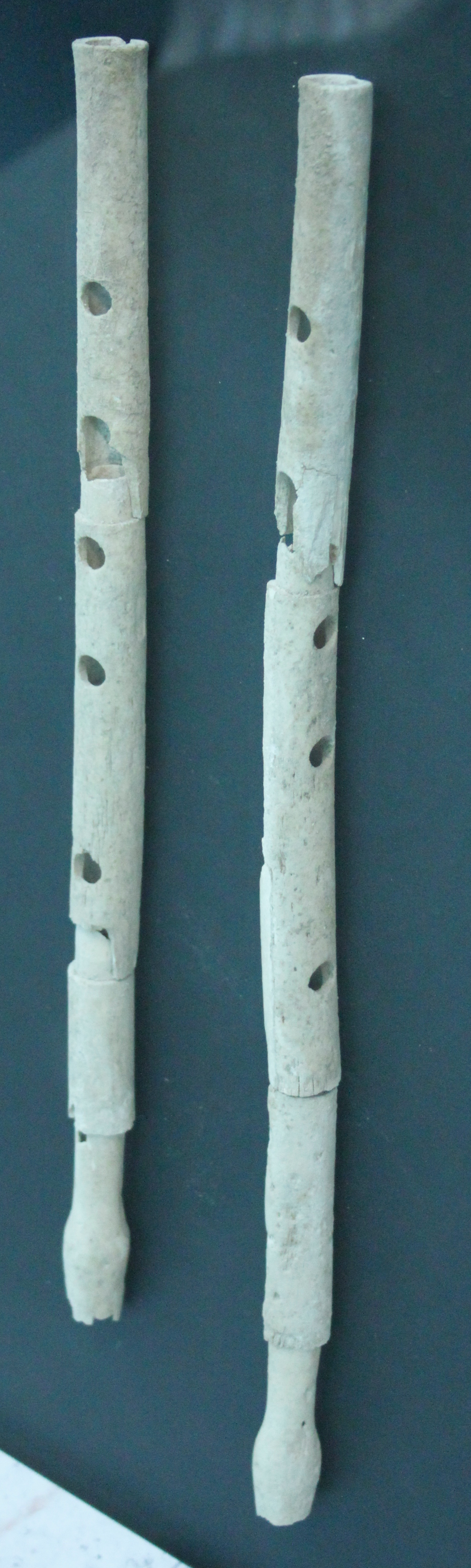
Aulos (flauto greco antico) in osso di cervo, risalente agli inizi del V secolo a.C. rinvenuto a Paestum (Tomba 21). Questo strumento, unitamente alla musica, è fondamentale nel rito greco del sacrificio. Esso ritma l'incedere del corteo sacrificale (pompē).

Nella religione greca il sacrificio è il principale atto di culto della religione greca.

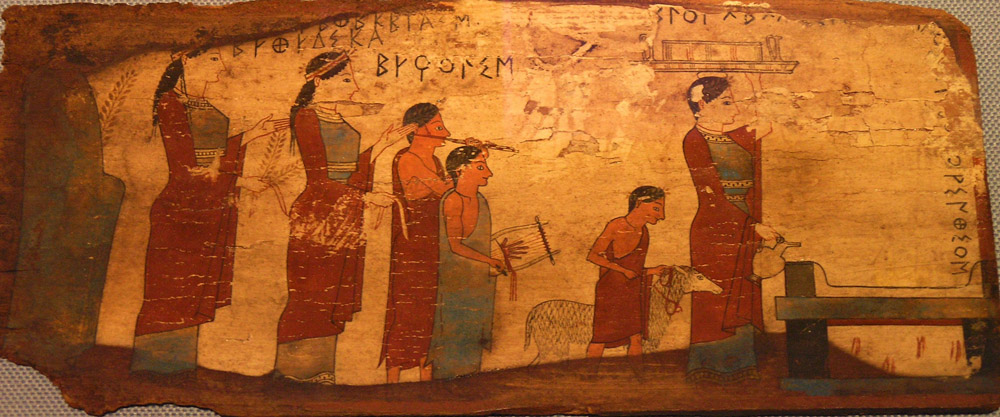
Il sacrificio di un agnello alle ninfe, su una delle tavole di Pitsà.

Nel caso di sacrifici alle divinità olimpiche, gli animali vengono sacrificati e le loro carni fatte a pezzi e bollite in un calderone, tranne le viscere che invece venivano grigliate su lunghi spiedi e consumate subito.
La suddivisione in parti dell'animale sacrificato era rigidamente stabilita. Nella Teogonia, Esiodo offre una spiegazione mitica della spartizione della vittima sacrificale tra uomini e dèi, attribuendo la scelta a un "inganno" di Prometeo. Il titano si presenta al consesso degli dei e degli uomini con un grande bue che abbatte e macella ripartendone il corpo in due parti rispettivamente destinate agli dei e agli uomini. In questo modo, evidenzia Jean-Pierre Vernan, «Il sacrificio appare così come l'atto che ha consacrato, realizzandola la prima volta, la segregazione degli statuti divino e umano.». Sotto un sottile strato di grasso appetitoso, Prometeo nasconde le ossa del bue prive di carne, mentre, avvolta nella pelle e nello stomaco ripugnante, cela la carne della bestia. Zeus deve scegliere per primo privilegia la parte di grasso e di ossa nascoste; scopertosi ingannato, Zeus condanna gli uomini ad una vita mortale.

##### Il tempo sacro: calendario religioso e feste

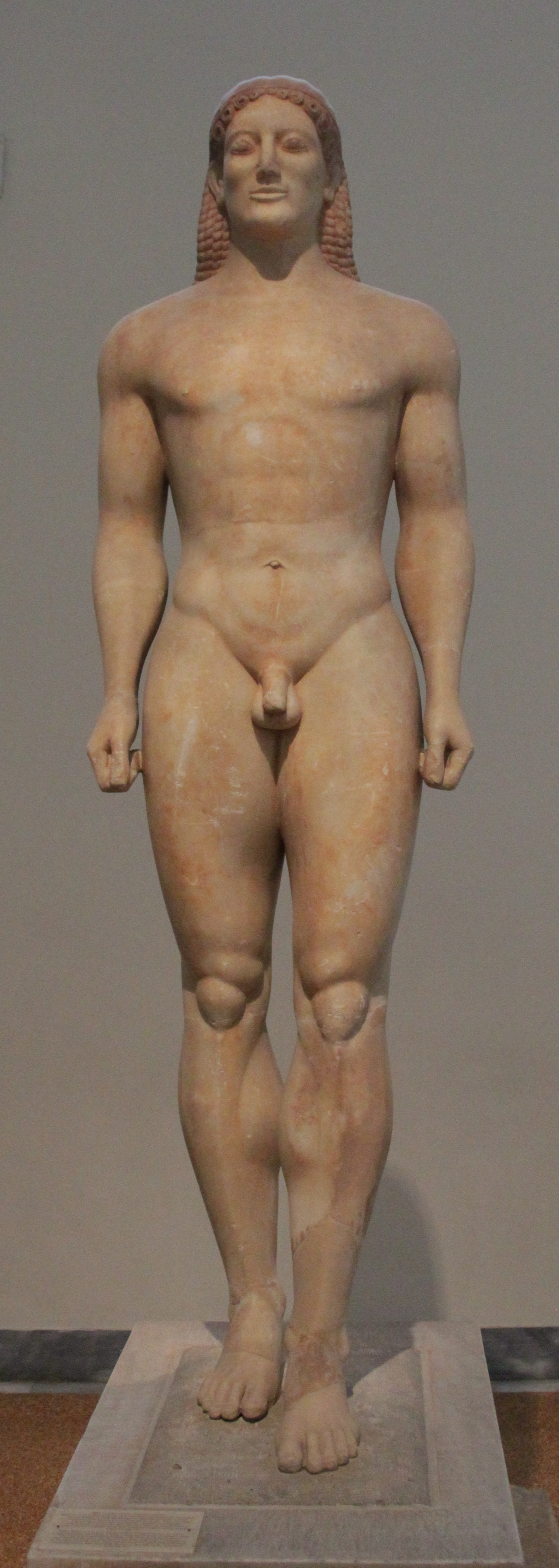
Koûros funerario risalente al VI secolo a.C., rinvenuto a Anavyssos (Attica) e oggi conservato presso il Museo archeologico nazionale di Atene. Alla base della statua, un distico recita:

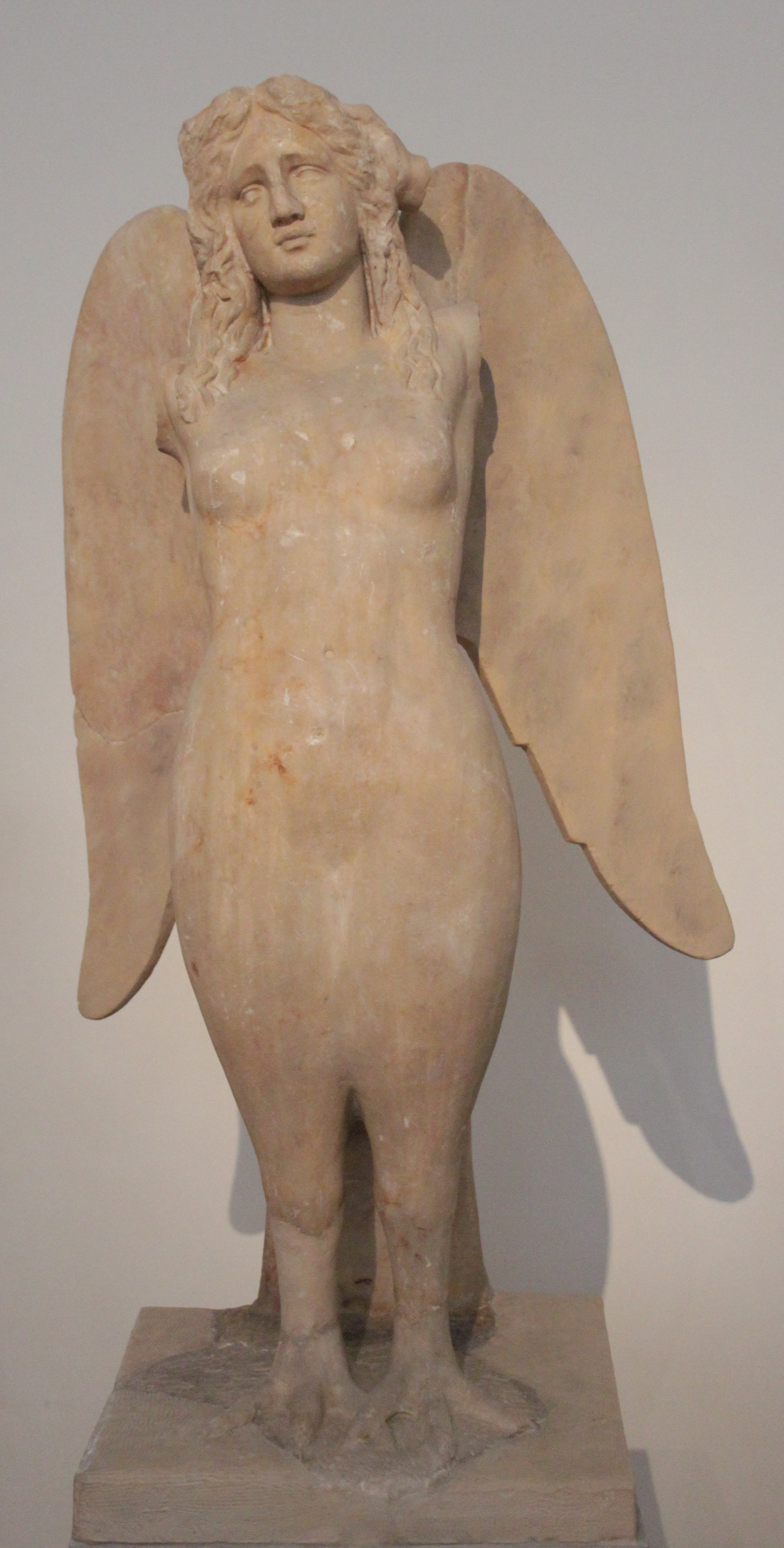
Statua di sirena in marmo pentelico, rinvenuta presso la necropoli del Ceramico (Atene) e risalente al IV secolo a.C. (Museo archeologico nazionale di Atene).

#### La nozione dipsyché(ψυχή)
I poemi omerici affrontano più volte il tema di ciò che accade dopo la morte: cessata la vita del corpo, la sua psyché (ψυχή) vola via.
(Odissea, XI, 220 e segg.)
Thumos (θυμός) e psyché (ψυχὴ) sono componenti dell'essere vivente, di cui l'uomo greco dei poemi omerici crede che dopo la morte sopravviva solo la psyché del defunto. Tale psyché non è altro che una immagine dello stesso che scompare come "fumo" o come un'ombra; la nozione è difficilmente traducibile in lingua italiana, come in qualsiasi altra lingua moderna, in quanto non si riuscirebbe a coprirne l'intera area semantica, ma è genericamente associata all'"anima".
Ne consegue che per le credenze proprie dell'"uomo omerico", con la morte non finisce l'esistenza in quanto tale, ma certamente l'esistenza dell'uomo inteso come personalità, volitività, affettività. L'"ombra" che si aggira nell'Ade è solo un "sogno", un'immagine sbiadita e priva di qualsiasi contenuto rispetto a quello che da vivo egli fu.
Nonostante questa nozione della realtà dei defunti, l'uomo greco tributa agli stessi dei culti familiari presso le loro tombe. I morti vengono quindi percepiti ancora come "potenti", in grado di influire in qualche modo sulla vita dei loro cari.
Con il successivo emergere dei culti misterici, si diffonde l'idea che chi muore, qualora avesse praticato quelle "iniziazioni", possa ambire ad un'altra condizione rispetto a quella comune, una condizione simile a quella riservata agli "eroi" rapiti nell'Isola dei beati. Mentre chi ha vissuto una vita da "non iniziato", non avrà la stessa fortuna.

### Le religioni dei misteri (ὄργια) e delle iniziazioni

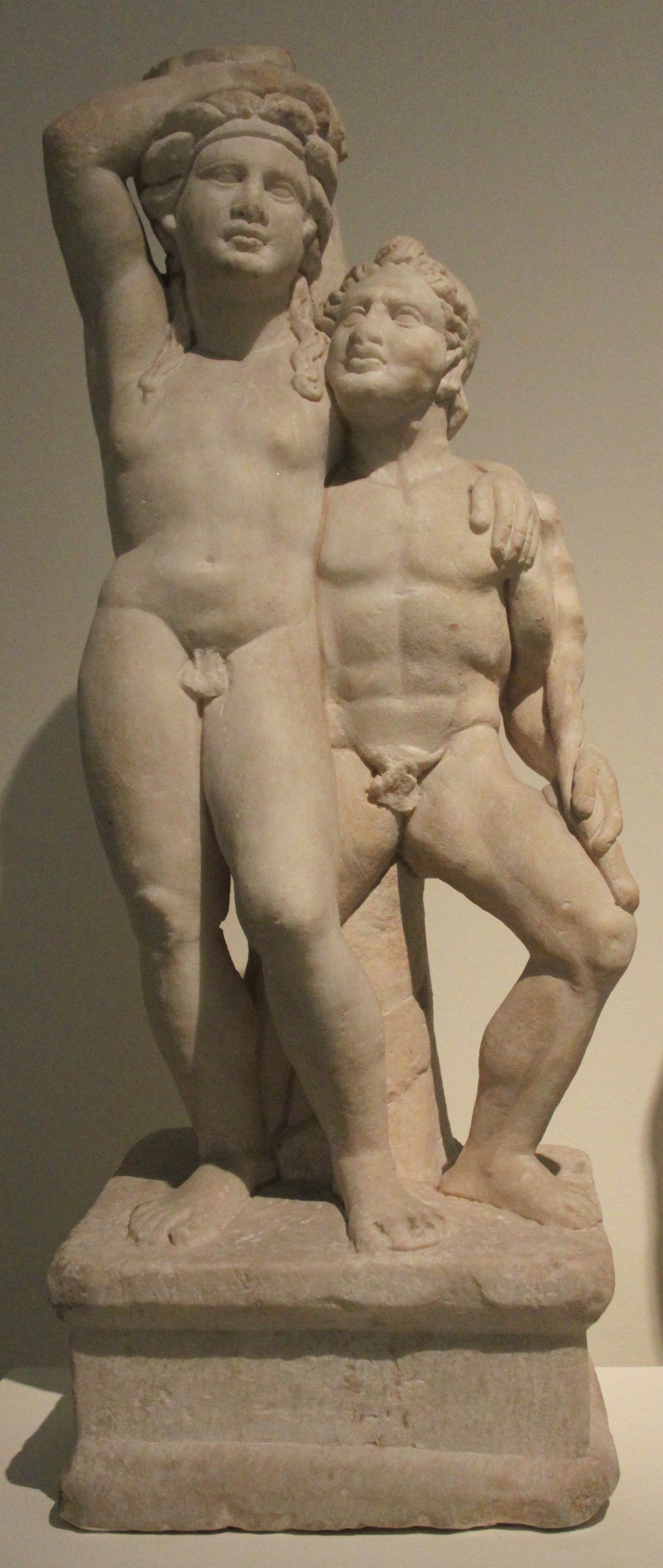
Statua in marmo pentelico raffigurante Dioniso ebbro appoggiato a un satiro che impugna un lagobolon (bastone per catturare le lepri), rinvenuta a Megara, risalente al III secolo d.C. (Museo archeologico nazionale di Atene).

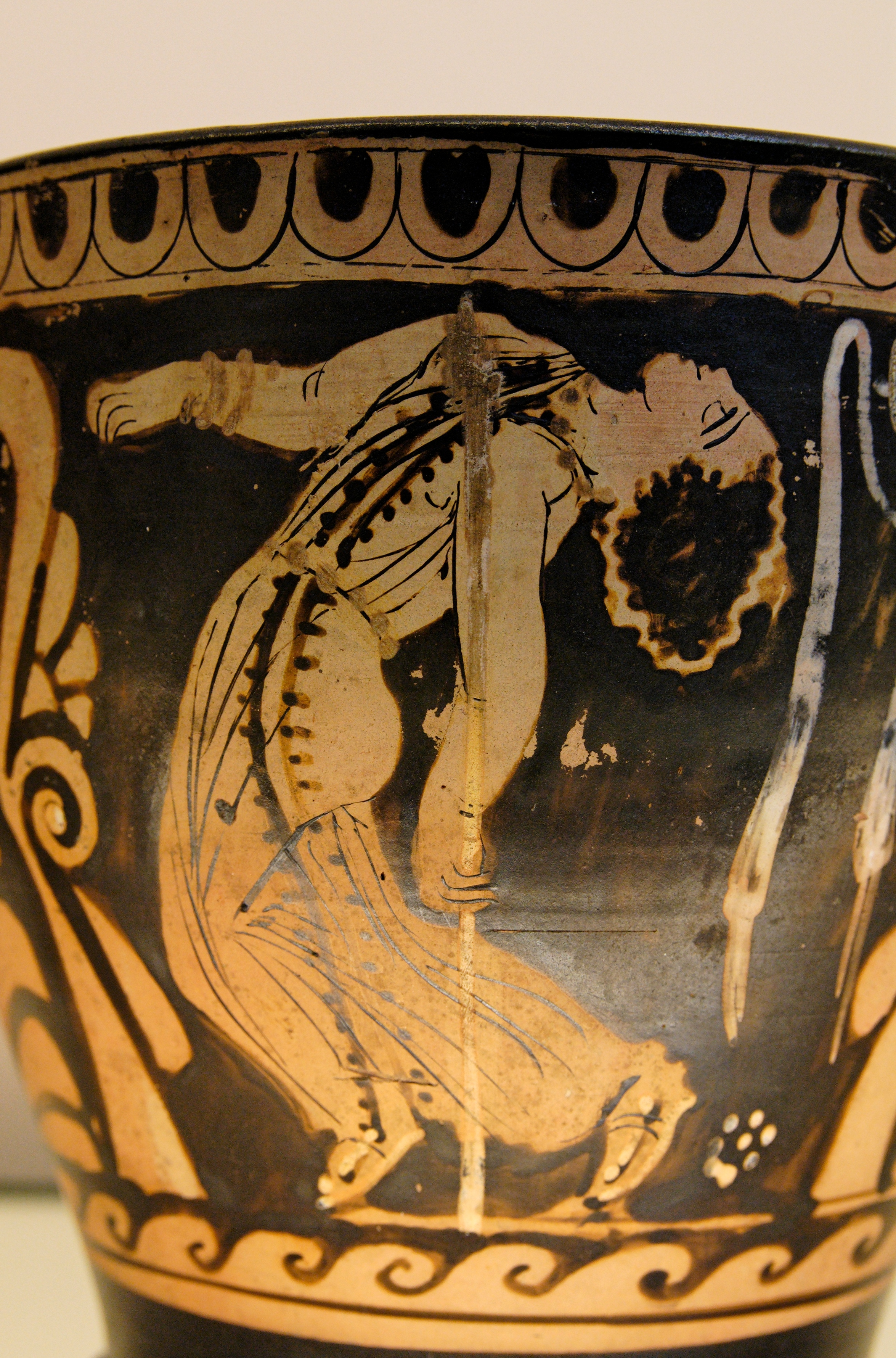
Menade danzante, particolare di uno skyphos a figure rosse del IV secolo a.C. rinvenuto a Paestum (British Museum).

Le religioni dei misteri implicano una ritualità riservata agli iniziati e mantenuta segreta.
Si tratta quindi di un insieme di pratiche e credenze a carattere iniziatico, che permettono al suo partecipante di integrare un gruppo che lo elevi ad "uno status diverso, talora in modo radicale, dal precedente", e sulla segretezza di tali pratiche, durante e dopo l'integrazione nel gruppo religioso.

#### I Misteri di Eleusi
I Misteri eleusini erano riti religiosi misterici che si celebravano ogni anno nel santuario di Demetra nell'antica città greca di Eleusi.
Il santuario dei Misteri di Eleusi (Telestèrion, τεληστήριον) risulta eretto nel XV secolo a.C. data a cui si può far avviare la pratica degli stessi quindi essi furono praticati per circa duemila anni anche se è probabile una loro rielaborazione nel corso dei secoli.
I Misteri di Eleusi vengono distinti in "Piccoli Misteri", collegati al mito eziologico della purificazione di Eracle dopo che questi ebbe ucciso i Centauri, celebrati nel mese di Antesterione (febbraio-marzo) nella località di Agra, un sobborgo di Atene, consistenti in digiuni, purificazioni e sacrifici guidati da un mistagogo; e "Grandi Misteri" celebrati nel mese di Boedromione (settembre-ottobre), della durata di otto giorni. A questi "Grandi Misteri" poteva partecipare chiunque parlasse greco e non si fosse macchiato di omicidio, compresi quindi gli stranieri, gli schiavi e le donne, purché avessero partecipato precedentemente ai "Piccoli Misteri".
Nel 395 d.C., nello stesso anno in cui Teodosio I proibì tutti i culti "pagani", i Visigoti guidati da Alarico distrussero una parte del Telestèrion che non fu più ricostruito.

#### Dionisismo
Dioniso è il dio dell’ ebbrezza, intesa come mutamento dello stato di coscienza provocato dall'intervento divino: ebbrezza non quindi necessariamente collegata al consumo di vino, ma piuttosto interpretabile come manía (furore), intesa come incremento della forza spirituale che si diffonde, durante i riti, tra i fedeli del dio. Durante la trasformazione di coscienza, fedele e dio si fondono, ed entrambi si indicano come Bákkhos (Βάκχος).
I satiri sono divinità della vita selvatica dei boschi e dei luoghi selvaggi; da vecchi vengono indicati come sileni. In età ellenistica sono associati a Dioniso.
I Greci evocavano Dioniso in un culto che divenne via via più marginale rispetto alla religione comune. Al dio erano riservate pratiche cultuali proprie (anche se regolamentate dalle città-Stato), quindi difficilmente inquadrabili.
Pur considerando le difficoltà di descrivere i misteri (μυστήρια) propri di Dioniso, si può comunque attestare la presenza del suo culto a partire dalle religioni egee. Così, in due tavolette rinvenute nel Palazzo di Nestore a Pilo di Messenia (PY Xa, 102 e PY Xb, 1419), ove il nome del dio appare in miceneo come Di-wo-nu-so (Lineare B: 𐀇𐀺𐀝𐀰), ma nella forma genitiva di Di-wo-nu-so-jo (Lineare B: 𐀇𐀺𐀝𐀰𐀍), con il significato di "Giovane figlio di Zeus" e la sua figura è legata inequivocabilmente alla "giovinezza". Quindi dio della vita feconda, in particolare, ma non solo, della vegetazione e quindi della vite, dell'uva e del vino.
L'iniziazione dionisiaca consisteva nella condivisione della teofania di Dioniso da parte delle Menadi (Μαινάδες). Ciò accadeva di notte in luoghi selvaggi e solitari attraverso danze estatiche e per mezzo di un sacrificio nel quale la vittima veniva squartata (σπαραγμός sparagmos) e poi mangiata cruda: questo era il modo di entrare in comunione con Dioniso, in quanto gli animali così sacrificati erano considerate sue incarnazioni. A tale riguardo, va rammentata anche la testimonianza di Diodoro Siculo sulla esistenza dei Misteri dionisiaci e sul fatto che questi, a partire dal V secolo a.C., avessero acquisito delle influenze orfiche. La presenza del dio Dioniso, quindi il differente stato di coscienza che provocava tale estasi, consentiva alle menadi di profetizzare in modo del tutto differente da quello omerico (dove la profezia nasceva dalle interpretazioni di segni causali esterni, mentre nell'orgia bacchica sorgeva invece dall’ entusiasmo, ovvero dalla possessione divina). L’alterazione dionisiaca dello stato di coscienza, per altro verso, forniva il supporto a credenze secondo le quali la psyché liberatasi del corpo si univa alla divinità, acquisendo così uno stato superiore all'ordinario.

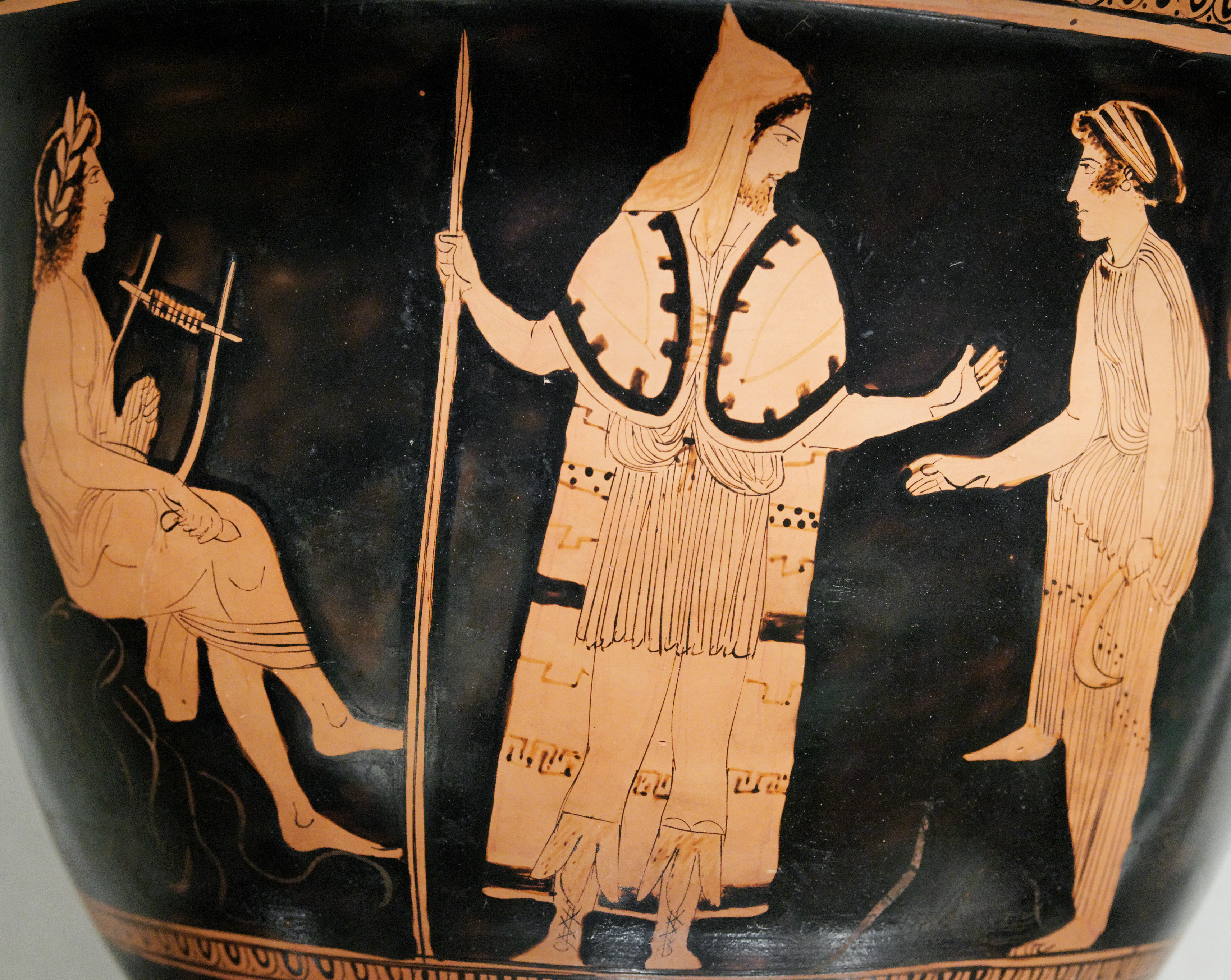
Orfeo (Ὀρφεύς), fondatore dell'Orfismo, ritratto in un kratēr (κρατήρ) attico a figure rosse - V secolo a.C. (Metropolitan Museum of Art di New York).

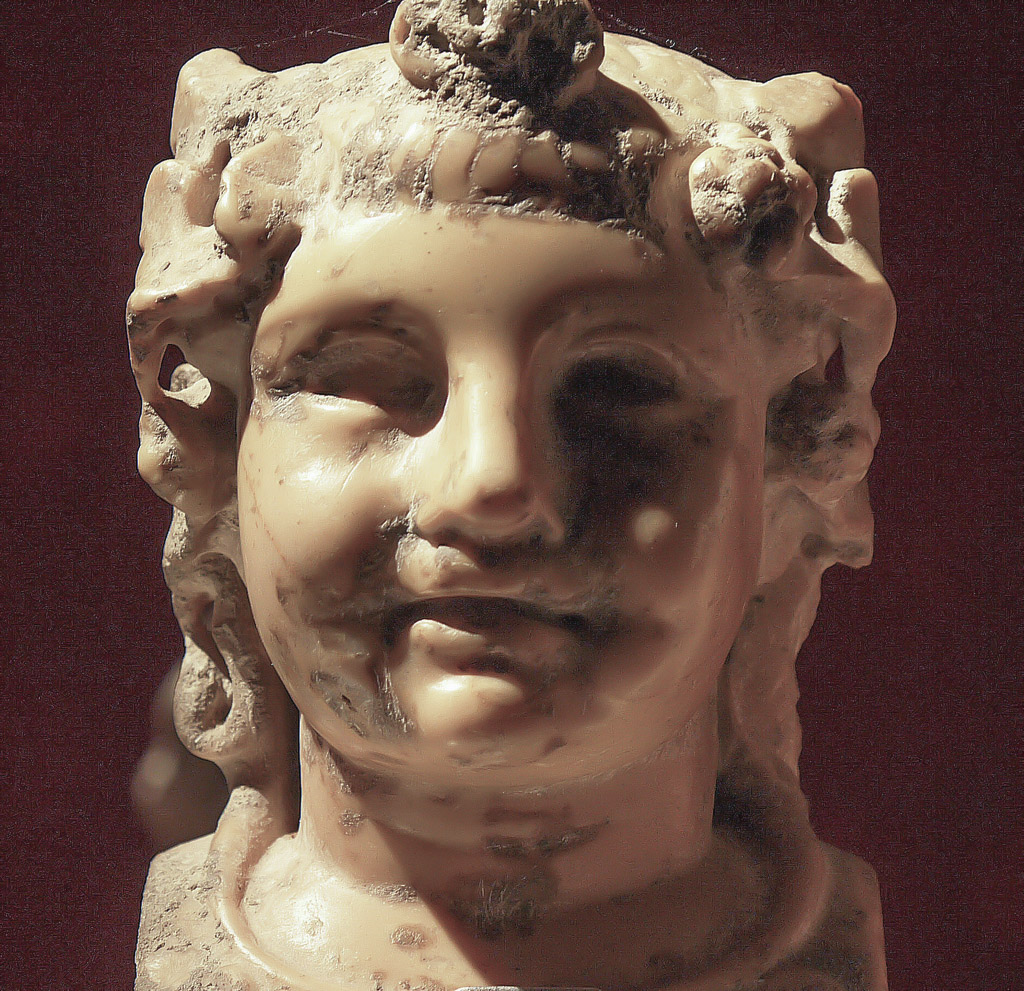
Dioniso bambino munito di corna in una scultura romana del II secolo d.C. Nei miti orfici Zagreo, ucciso dai Titani, sarà riportato in vita da Zeus.

#### Orfismo
L'Orfismo è un movimento religioso sorto in Grecia presumibilmente verso il VI secolo a.C. intorno alla figura di Orfeo. I primi riferimenti si ritrovano in un testo di Pindaro, il frammento 131 b.
La scelta di richiamarsi a Orfeo «era dovuta a qualcosa di più che non ad un vago sentimento di venerazione per un grande nome dell'antichità». Piuttosto, essa rispecchia l’aspirazione a realizzare una sintesi fra le credenze sulla possessione divina proprie dell'esperienza dionisiaca, da un lato, e le pratiche di purezza proprie dei Misteri eleusini, dall'altro. Ne derivano i due elementi fondanti delle dottrine orfiche: la credenza nella divinità e quindi nell'immortalità dell'anima e la necessità, al fine di evitare la perdita di tale immortalità, di condurre l'intera vita in uno stato di purezza.
L'importanza dell'orfismo nella storia della cultura religiosa, e più in generale nella storia del pensiero occidentale, deriva dalla novità di molti aspetti del suo culto. La presenza di un elemento divino nell'uomo caratterizza questa corrente religiosa, in una dualità che contrappone l'anima immortale alla mortalità del corpo: si tratta evidentemente di una concezione destinata a influenzare profondamente la nascita e lo sviluppo della civiltà europea.

#### Religioni iniziatiche: sovrapposizioni ed elementi comuni
Erodoto indica Orfeo e Pitagora come fondatori di una nuova religione rispetto alla religione greca tradizionale e, significativamente, uno si presenta come "poeta" mentre l'altro come "filosofo": «La più profonda trasformazione della religione greca è legata a questi due nomi». La lamina di Hippónion, unitamente al papiro di Derveni e ai graffiti rinvenuti nei pressi di Olbia Pontica, attestano la presenza di "iniziati" orfici già nel V secolo a.C. Il sapere religioso è trasmesso da sacerdoti orfici itineranti (Ὀρφεοτελεστής), di cui Platone attesta la presenza, la cui predicazione si fonda su libri attribuiti allo stesso Orfeo; la presenza di libri è una novità assoluta in un campo, quello religioso, fino a quel momento occupato dai riti e dall'oralità mitica. Nel complesso, questi scritti evocano l’esistenza a carico degli uomini di una colpa antica: Platone allude in tal senso a una “natura titanica” insita negli uomini.
Le religioni iniziatiche del mondo greco hanno in comune numerosi aspetti. La letteratura iniziatica amplia la tradizionale teogonia esiodea ad altre divinità, a motivi inauditi, ibridi e incestuosi, accogliendo influenze orientali oltre a prendere riferimento dai misteri precedenti, come quelli afferenti a Eleusi, quelli della Samotracia, di Flia e gli stessi dionisiaci. La conoscenza iniziatica è quindi descritta in libri, come nelle lamine orfiche, che presentano un sapere che prescinde dalla semplice poesia, andando a coprire significati che ineriscono a un sapere esoterico e a una rivelazione.
L'elemento rilevante di tutte queste dottrine è il mutamento della nozione di psyché che inerisce a tutte le creature, uomini e bestie, dotate quindi di psyché, che tuttavia non corrisponde alla spenta psyché accolta nell'Ade omerico, ma è viva e immortale, condizione che nella letteratura religiosa omerica inerisce solo alla natura divina. La psyché immortale e celestiale proviene dal mondo divino, e a tale mondo è destinata a ritornare dopo ripetute prove esistenziali, oppure vaga eternamente nel diverso manifestarsi nel cosmo, un vagare deciso casualmente o da un tribunale dei morti. L'uomo, per mezzo di una irreprensibile condotta morale e attraverso delle iniziazioni, può dunque far tornare la propria psyché alla sua iniziale condizione divina.
Le religioni bacchiche, orfiche e pitagoriche, seppur con elementi di sovrapposizione, mantengono ciascuna un proprio ambito, dei propri riti misterici e una propria letteratura, attribuita all'ispiratore della fenomeno religioso.

### Le teologie dei filosofi
Il termine "teologia" (θεολογία, theología) compare per la prima volta nel IV secolo a.C. nell'opera di Platone la Repubblica. Nell'opera di Platone il termine theología ricorre ad indicare, da parte dei poeti, l'approccio alla divinità basato su un'indagine razionale sulla natura e che vuole evitare l'approccio fondato sui miti di Omero e di Esiodo, dal quale viene la caratterizzazione in senso antropomorfo degli dei ovvero portatore di debolezze tipicamente "umane".
Analogamente, anche Aristotele utilizza il termine theología e suoi derivati per indicare quella "prima filosofia" (πρώτη φιλοσοφία) obiettivo dell'indagine sull'"essere". Al contempo Aristotele utilizza lo stesso termine per indicare i non filosofi come Esiodo e Ferecide a cui si contrappongono i primi filosofi indicati come "fisici".

#### Caratteristiche delle teologie dei filosofi
Le teologie dei filosofi sono per la religione greca di un'importanza fondamentale, perché comportano un cambiamento radicale del pensare religioso che produrrà una nozione di un dio comprensibile mediante l'adozione di uno specifico stile di vita.
La comparsa del pensare filosofico è tradizionalmente segnalata con le opere dei cosiddetti “presocratici"; a seguire, con Socrate e i "sofisti", si avviano delle vere e proprie scuole "filosofiche". 
All'inizio del periodo ellenistico emergono, sulle fondamenta dell'esperienza sofistica e socratica, numerose altre scuole filosofiche. Ma già nel III secolo a.C. sopravvivono ad Atene solo le scuole che risultarono ben organizzate, ovvero quelle fondate da Platone, Aristotele e Teofrasto, Epicuro, Zenone e Crisippo, oltre che due tradizioni strettamente spirituali, lo scetticismo e il cinismo. Tutto questo si osserva per seicento anni, fino al III secolo d.C., quando, grazie a un fenomeno che emerge a partire dal I secolo d.C., determinato da "slittamenti semantici" e "reinterpretazioni delle nozioni filosofiche", il platonismo assorbe l'aristotelismo e lo stoicismo, condannando alla marginalità le altre tradizioni. Tale sintesi, neoplatonica, ha un'importanza fondamentale per l'intera civiltà occidentale, perché grazie alle traduzioni arabe e alla tradizione bizantina, impregnerà il Medioevo e il Rinascimento, conquistando il ruolo di denominatore comune delle teologie e delle mistiche ebraiche, cristiane e musulmane.

#### La critica alle credenze tradizionali: Senofane
Vissuto nel VI secolo a.C., l'aedo Senofane è il primo autore a condurre una serrata critica al racconto mitico e religioso così come tramandato nelle opere di Omero e di Esiodo, provocando quella rottura teologica che non verrà più sanata. Tale critica riguardava l'antropomorfizzazione degli dèi, resi simili agli uomini sia nell'aspetto fisico che in quello morale.
Seppure dopo la critica di Senofane alle tradizioni mitologiche queste vivranno ancora nei culti delle pòleis, resta il fatto che il filosofo greco diffonderà il proprio pensiero teologico in «circoli sempre più vasti»; erede della rivoluzione religiosa provocata dalle teologie ioniche a cui aggiunge il sentimento di solennità del divino, questo universalismo «è condiviso dalla teologia di tutti i pensatori greci e ne diventa la premessa tacita o pronunciata.».

## I nuovi culti dell'età ellenistica-romana
Con l'espansione dell'Impero macedone, la civiltà ellenistica entra in contatto con popoli e con religioni sviluppatesi in Persia e lungo le sponde del Mediterraneo. Allo stesso Alessandro Magno, che aveva creato un impero sovranazionale, venivano tributati onori divini a partire dal 324 a.C., in quanto figlio di Amon, una divinità assimilata dai Greci a Zeus Ammone. Dopo la morte di Alessandro, la lingua greca viene adottata in tutto il Mediterraneo e il microcosmo delle póleis si dissolve davanti alla multiculturalità della società formatasi sulle rovine dell'Impero macedone. Il sovrano acquista, dopo Alessandro, un carattere divino che mal si combina con gli dei tradizionali del mondo greco classico. Cambia anche il rapporto con la divinità, che è uno strumento di salvezza personale, come accade con Asclepio, il cui culto subisce una forte espansione in età ellenistica, venendo adottato in santuari-ospedali un po' in tutto il mondo di lingua greca per via dei suoi connotati salvifici.
Siccome il rapporto con la divinità viene vissuto nel mondo ellenistico-romano come un rapporto diretto, i culti misterici e iatrici si diffondono rapidamente, così come la pratica dell'astrologia e dei riti magici. I misteri non sono più appannaggio delle città, ma diventano un fenomeno mondano, dove l'iniziazione appare al credente uno strumento per raggiungere la divinità. Nascono nuovi culti anche grazie al fenomeno del sincretismo, accentuato con l'espansione ad oriente dell'Impero Romano, quando la civiltà ellenistica viene assimilata da parte di Roma e vengono introdotti sul territorio dell'Impero delle religioni di origine straniera.
Si affacciano così nel mondo greco i culti egizi e altri culti di origine orientale. I greci vedevano la religione egizia come esotica e a volte bizzarra, ma al tempo stesso piena di antica saggezza. Questi culti sono interpretati in senso misterico e iniziatico e si diffondono fino a superare in popolarità i misteri greci.

### Culto di Osiride
A partire dal V secolo a.C., con lo storico Erodoto, Osiride e Dioniso sono equiparati. La venerazione delle due divinità si ritrova in un culto sincretico diffusosi attorno al mar Mediterraneo in epoca tardo antica e fino almeno al I secolo d.C. dove ancora si ritrova il termine composto Osiride-Dioniso.

### Culto di Iside
Diffusi da mercanti e altri viaggiatori del Mediterraneo, i culti egiziani di Iside e Serapide si stabilirono nelle città portuali greche verso la fine del IV secolo a.C. e si espansero attraverso la Grecia e l'Asia minore durante il III e II secolo. L'isola greca di Delo, sacra ad Apollo, fu uno dei primi centri di culto in Grecia di entrambi gli dei, anche grazie al suo stato di centro commerciale. Nel loro momento più importante, nel tardo II secolo e inizio del III secolo d.C., Iside e Serapide erano venerati nella maggior parte delle città dell'impero romano occidentale, anche se non erano molto presenti nelle campagne. Come altri culti delle regioni dell'est del Mediterraneo, il culto di Iside attrasse i greci e i romani per via delle sue origini esotiche, ma la forma che assunse dopo aver raggiunto la Grecia era estremamente ellenizzata. Molta di questa ellenizzazione era influenzata dal culto di Demetra, con cui Iside fu sempre più comparata.
Agli dèi Greci si affiancavano le benevole divinità degli altri popoli, arricchendo culti e tradizioni.

### Culto di Cibele, la Grande Madre
Cibele è un'antica divinità anatolica, venerata come Grande Madre Idea, dal monte Ida presso Troia, dea della natura, degli animali (Potnia Theron) e dei luoghi selvatici. Divinità ambivalente, simboleggiava la forza creatrice e distruttrice della Natura.
A Roma venne identificata con la Magna Mater italica Cupra. Nella mitologia greca fu identificata con Rea, la madre degli Dei.
In età ellenistica, il suo culto, assieme a quello di Attis, si arricchì di simbolismi orientali in una sorta di sincretismo greco-frigio. Già vicino a Mitra per l'abito che porta, Attis si vede assieme a Cibele regolarmente dipinto nelle crotte dedicate al culto di Mitra: come l'orfico Fanes, i due culti sono aspetti diverse di un unico culto universale della creazione. Il culto di Cibele si diffonde nell'Impero Romano con l'ondata di culti misterici orientali, assieme a Iside e Mitra; infatti Cibele è ricevuta attorno al Mediterraneo come archetipo di madre montana, che troverà il suo corrispettivo rinascimentale nella Vergine delle rocce. In Germania superiore e inferiore non arriva con le truppe romane, bensì si diffonde grazie alla popolazione locale.
I riti di Cibele si trasformano ulteriormente a partire dal II secolo sotto l'impronta del cristianesimo. Ciò favorisce la costituzione di una nuova figura di Attis, che è diventato, a immagine di Gesù, "il figlio della Madre"; il pastore frigio, l'uomo fatto dio, si identifica con la figura del Cristo un altro pastore che è però dio fatto uomo. Il culto di Cibele, dal canto suo, contribuisce a promuovere la figura di Maria, che si trova nella condizione di acquisire lo status divino. Ne testimonia la polemica al Concilio di Efeso del 431 tra il patriarca di Costantinopoli Nestorio – che avrebbe voluto chiamare Maria "Christotokos", "madre di Cristo", piuttosto che "Theotokos", "madre di Dio" – e Cirillo di Alessandria – sostenitore di quest'ultima denominazione.
Il discorso cristiano, promotore della castità, si precisa sul modello della pratica dei galli, i sacerdoti eunuchi della Dea Cibele e del suo consorte Attis.

### Mitra e il Mitraismo
Il culto di Mitra non attecchisce mai completamente in Grecia, anche se alcune rappresentazioni della divinità testimoniano di una sua presenza, nel passaggio attraverso la penisola ellenica dall'Oriente zoroastriano alla Roma antica. Il culto si sviluppò forse a Pergamo nel II secolo a.C.; verso il I secolo, lo storico greco Plutarco scrive che i pirati della Cilicia praticavano riti mitraici intorno al 67 a.C., quando furono deportati da Pompeo in Grecia.
Il dio entra nella storia greco-romana con l'espandersi dell'Impero romano all'incirca nel I secolo d.C.: culti d'origine orientale vengono adottati dalla popolazione dell'Impero e interpretati in chiave misterica. In seguito, l'adorazione di Mitra fu accolta da alcuni imperatori come una religione ufficiale, di pari passo con la diffusione del cristianesimo.